# Théâtre anatomique
Pour les articles homonymes, voir Amphithéâtre (homonymie).
Vous lisez un « article de qualité » labellisé en 2008.

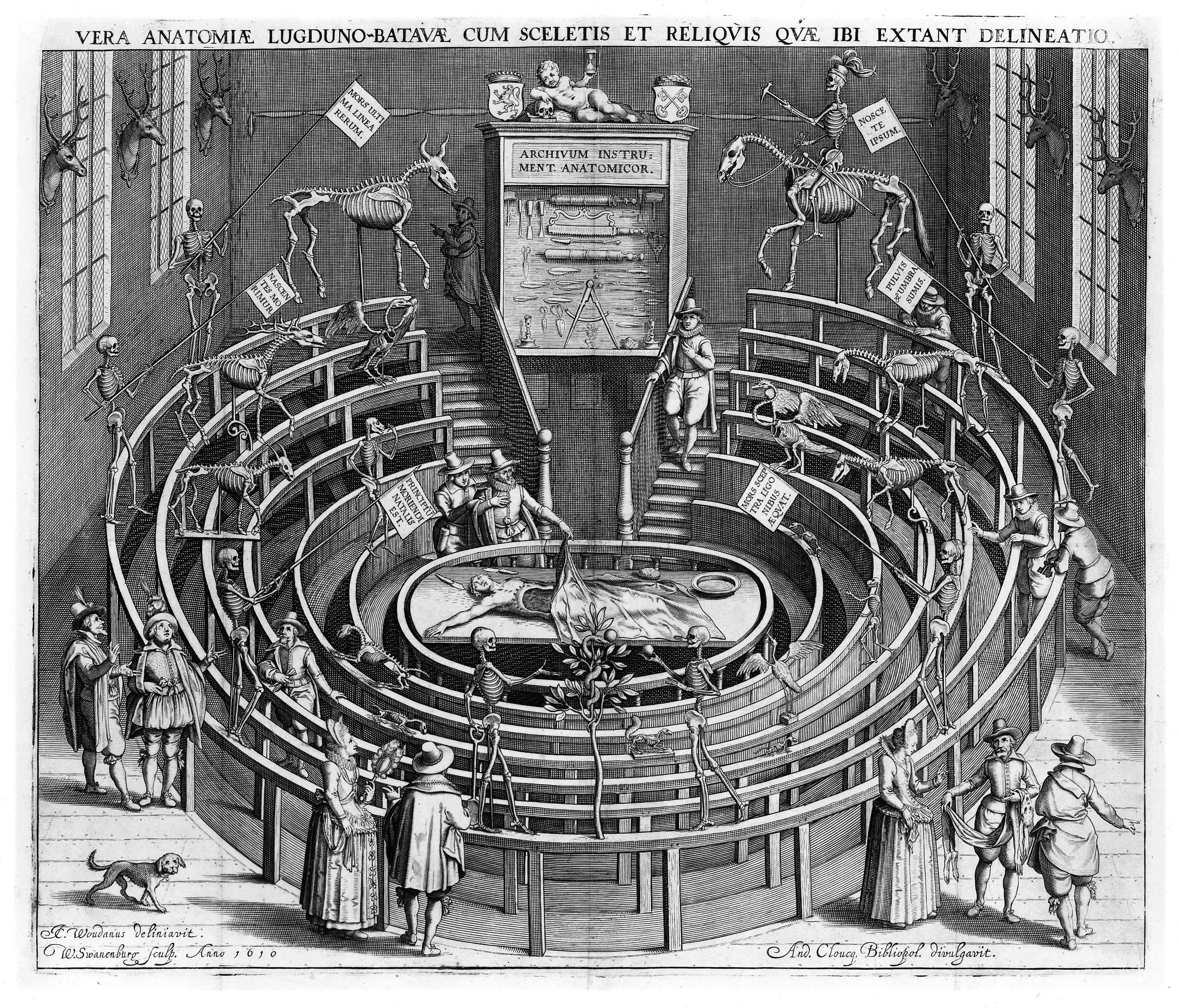
Gravure de 1612 représentant le théâtre anatomique de Leyde avec des squelettes humains et animaux dans les gradins prévus pour le public.

Dans l'histoire de l'anatomie, un théâtre anatomique est un édifice spécialisé où l'on procédait à des dissections anatomiques en public durant les temps modernes et au début de l'époque contemporaine en Occident.
Apparus en Europe du Sud avec le XVIe siècle, soit environ deux cents ans après la résurgence historique de la dissection humaine à vocation scientifique, disparue depuis l'Antiquité grecque, les théâtres anatomiques demeurèrent des structures démontables jusqu'à ce que fussent érigées les premières installations permanentes à Salamanque au début des années 1550, dans d'autres villes espagnoles durant les années qui suivirent, puis surtout à Padoue en 1584.
La plupart du temps, ils étaient conçus sous la forme d'amphithéâtres en bois au centre desquels le cadavre à étudier était placé sur une table de dissection, l'anatomiste conduisant la leçon à proximité, éventuellement installé sur une chaire. Par conséquent, et en plus de parler aussi de « théâtre d'anatomie » ou de « theatrum anatomicum », on emploie souvent les termes « amphithéâtre anatomique » ou « amphithéâtre d'anatomie » pour désigner ces ensembles imposants qui, en ménageant pour l'assistance des gradins concentriques, manifestaient par leur architecture le triomphe du regard en tant que nouveau moyen privilégié d'accéder à la connaissance anatomique, en sus des traités spécialisés jusqu'alors sollicités.
Ainsi disposés, les théâtres anatomiques attirèrent bien au-delà des seuls médecins et étudiants en médecine à qui ces structures d'enseignement universitaire étaient principalement destinées : ils accueillirent de nombreux curieux issus de milieux sociaux variés et donnèrent lieu ce faisant, selon toute vraisemblance, à l'invention de la place de spectacle payante. Rituels sacrés célébrant l'habileté de Dieu en tant que Créateur, les dissections publiques y devinrent dès lors de véritables divertissements mondains, des fêtes inscrites au calendrier des réjouissances proposées par la ville. Mais après avoir vu leur attrait culminer aux XVIIe et XVIIIe siècles, elles perdirent rapidement de leur intérêt au début du XIXe siècle du fait d'une conjonction de facteurs. Ce mouvement entraîna la disparition ou la reconversion des structures dédiées ainsi que la clôture d'un chapitre désormais méconnu de l'histoire de l'architecture, de la médecine et de la scène.

## Origines et diffusion

### L'apparition des premiers théâtres

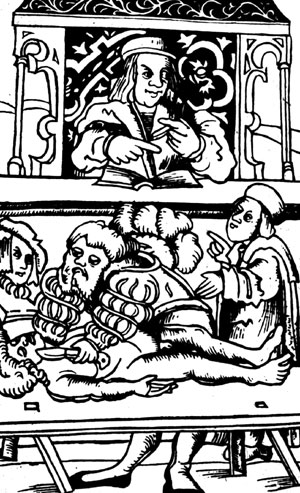
Estampe représentant un théâtre anatomique démontable dans une édition de l'Anathomia de Mondino de' Liuzzi datée de 1513.

Historia corporis humani.

D'après les chercheurs William Sebastian Heckscher, William Brockbank, Rafael Mandressi et Gerst-Horst Schumacher, qui ont tous interrogé l'histoire de l'anatomie, la première description connue d'un théâtre anatomique est celle que l'on doit à l'Italien Alessandro Benedetti. On la trouve au premier chapitre de l'Historia corporis humani sive Anatomice, le traité spécialisé que cet anatomiste publia en 1502. Elle y accompagne la première liste d'indications sur la manière de disposer une structure de ce type, et elles renvoient toutes les deux à une installation en bois démontable que l'auteur fit effectivement ériger, vraisemblablement à Venise, car si l'on en croit l'historienne Giovanna Ferrari, et contrairement à une opinion très commune qu'aucun document n'étaye, Benedetti n'enseigna pas à Padoue, bien qu'il eût fait ses études dans cette ville. En revanche, d'après elle, il est avéré qu'il s'établit dans la Cité des doges pour y exercer la médecine, et qu'il y commença la rédaction de son ouvrage avant 1483. Quoi qu'il en soit, c'est en Italie qu'apparurent donc les premiers théâtres anatomiques, des espèces de kiosques déboulonnés chaque année après utilisation.

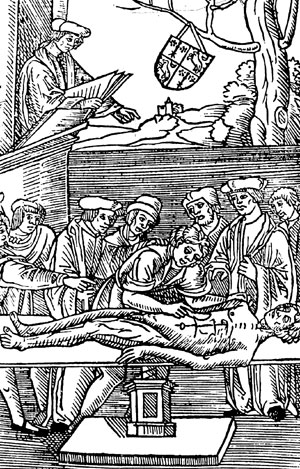
Estampe représentant un théâtre anatomique démontable dans une édition de l'Anathomia de Mondino de' Liuzzi datée de 1532.

Cette origine géographique n'est pas surprenante. L'Italie avait déjà joué un rôle essentiel dans le cadre de la réapparition en Europe deux siècles plus tôt de la dissection des corps humains à vocation scientifique, une pratique disparue depuis l'Antiquité grecque et la fin des travaux réalisés à Alexandrie par Hérophile de Chalcédoine et Érasistrate de Céos durant une courte période d'une cinquantaine d'années au cours du IIIe siècle av. J.-C.. De fait, le premier témoignage explicite quant au retour de ce qu'on appelle l'anthropotomie en Occident se trouve dans un manuel publié en 1316 à l'intention de ses étudiants par un professeur de Bologne, Mondino de' Liuzzi, ou Mondinus : l'auteur de l'ouvrage indique avoir disséqué deux cadavres de femmes, le premier en janvier 1315 et le second en mars suivant. Cependant, si le contexte physique où surgirent les théâtres anatomiques fut ainsi à peu près le même que celui où était renée la dissection humaine durant le Moyen Âge tardif, la situation historique dans laquelle se trouvaient les anatomistes était quant à elle tout à fait différente quand furent enfin montées les premières structures temporaires au début de la Renaissance : d'après l'historien Luke Wilson, les trois cents ans qui suivirent Mondino de' Liuzzi virent l'assimilation de plus en plus forte de la pratique d'ouvrir des cadavres pour étudier le corps à une activité sans aucune licéité, et c'est dans ce contexte dégradé que les installations pionnières furent érigées.

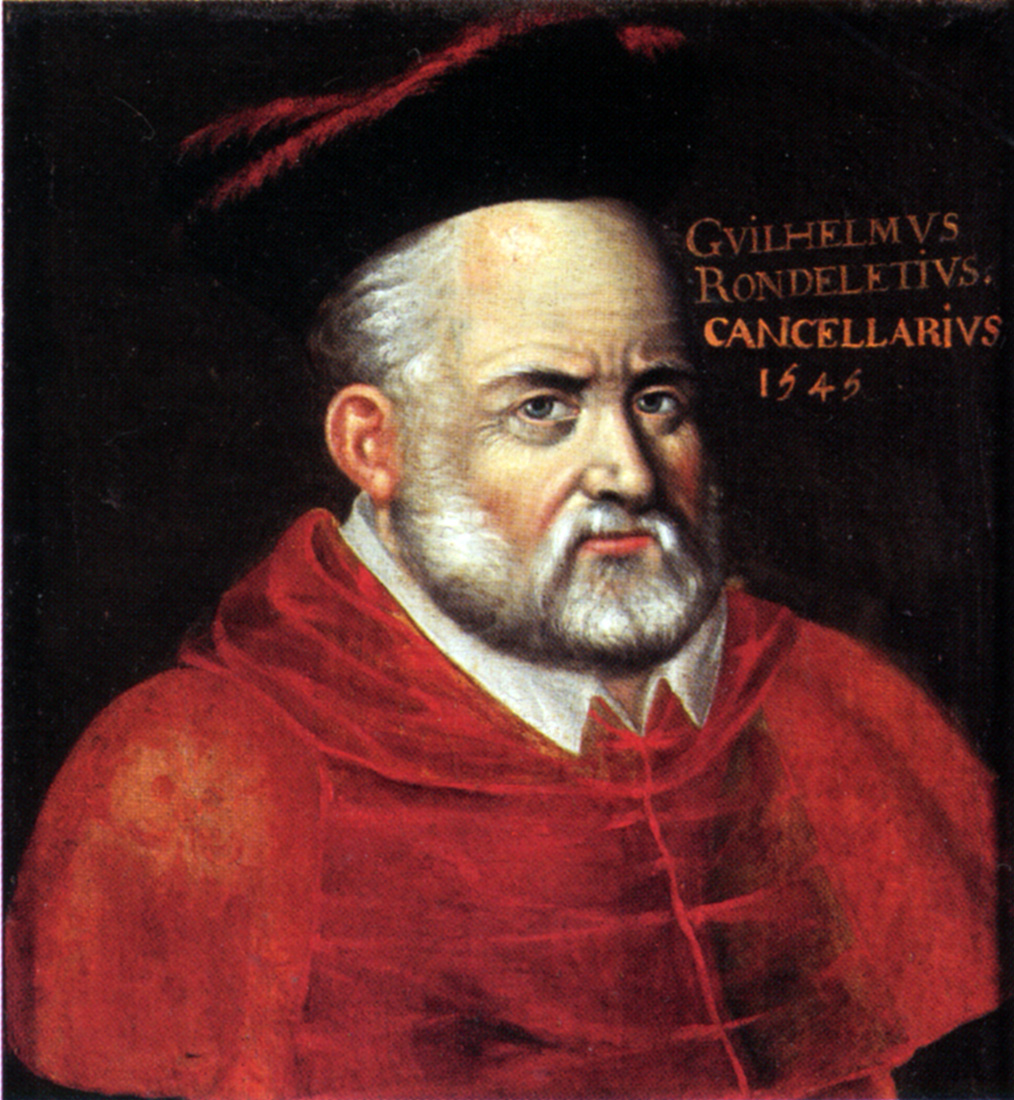
Portrait de Guillaume Rondelet, qui enseigna dans un théâtre anatomique démontable à la faculté de médecine de Montpellier au milieu du XVI.

La création des théâtres anatomiques était une réponse pratique à l'incommodité des dissections en plein air, la configuration qui prévalait jusqu'alors, et qui se justifiait probablement par le souci de disposer d'une bonne ventilation. Mais c'était peut-être aussi une façon de répondre à la critique en permettant à la démonstration d'anatomie en public de demeurer ce qu'elle avait toujours été, un moment de méditation morale, mais aussi d'exhiber avec encore plus de force qu'auparavant l'éphémère humain. C'est ainsi que les édifices provisoires que l'on érigeait, au cœur de l’hiver, dans le cours du XVIe siècle furent souvent montés à l'intérieur de chapelles, le maître-autel servant parfois de table de dissection. Pour Heckscher, qui s'appuie sur des exemples hollandais, cette prédilection pour les édifices religieux était particulièrement nette dans les pays protestants, où la Réforme avait pris. De fait, si l'on en croit les historiens Àlvar Martínez-Vidal et José Pardo-Tomás, il semble que l'Espagne catholique plébiscita davantage les hôpitaux, où le nombre des mourants permettait d'ailleurs un meilleur approvisionnement en cadavres. En outre, on sait que la première dissection publique tenue à Amsterdam eut lieu, vers 1550, dans une salle du couvent de sainte Ursule, et que le théâtre anatomique fut ensuite installé à l'église Sainte-Marguerite. On sait aussi qu'à Utrecht, ce fut la chapelle de Jérusalem qui accueillit le premier édifice de la ville. Cependant, selon Ruben Eriksson, c'est également dans un bâtiment consacré que les démonstrations anatomiques d'André Vésale eurent lieu en 1540 à Bologne, sur les terres d'où partit la Contre-Réforme ; il s'agissait de l'église San Francesco.
Quoi qu'il en soit, la plupart des théâtres anatomiques furent érigés dans un ensemble universitaire, en particulier en Italie et en France, pays où la faculté de médecine de Montpellier fut la première à disposer d'une installation. Étudiant sur place dans les années 1550, le Bâlois Félix Platter indique à ce sujet dans son journal personnel qu'en janvier 1556 « on venait de construire » un beau théâtre d'anatomie pour l'établissement d'enseignement supérieur de la ville. Le 6 février, écrit-il, on tint au nouveau « theatrum colegii » une séance d'anatomie au cours de laquelle deux sujets furent disséqués en même temps, une femme et une jeune fille. Le médecin et naturaliste Guillaume Rondelet présidait la leçon et le jeune Suisse, lui-même amené à devenir un grand anatomiste, prit soigneusement note de « ses admirables explications ». L'installation était démontable, et on en avait déjà érigé une première, si l'on en croit les écrits de Platter, dès 1552 : le jeune homme indique en effet que le 14 novembre de cette année-là, il fut pratiqué dans un ancien théâtre d'anatomie une dissection « sur le corps d'un garçon qui était mort d'un abcès dans la poitrine ». Au même moment, on construisait dans la péninsule Ibérique le premier ensemble destiné à durer.

### La pérennisation des structures
Chronologie non exhaustive de la diffusion des théâtres anatomiques permanents
Si l'on en croit Àlvar Martínez-Vidal et José Pardo-Tomás, le premier théâtre anatomique permanent fut très probablement celui que l'on établit à Salamanque pour Cosme de Medina, un éminent professeur d'anatomie qui, convaincu par les travaux d'André Vésale, avait inauguré en septembre 1551 au sein de l'université de la ville, et à la suite d'une intervention royale de Charles Quint, une leçon basée sur des dissections. La recherche d'un site pour la construction d'un édifice pérenne fut ordonnée par les autorités compétentes en mars 1552 via une décision à travers laquelle elles exigèrent par ailleurs de l'anatomiste qu'il y pratiquât au moins trente démonstrations par an, que ce soit sur des cadavres humains ou sur des charognes animales. L'emplacement fut trouvé près d'une église et de son cimetière le 23 juin de la même année, puis on commença les travaux, qui ne coûtèrent que 50 000 maravédis, soit à peine plus que le salaire annuel d'un professeur de l'université. Terminé le 5 mai 1554, l'édifice final présentait vraisemblablement des murs en pierre, du tuf, son toit étant couvert d'ardoises et le sol de parquet. Il commença à fonctionner à plein à compter de l'hiver 1554-1555,.
L'exemple de Salamanque fut suivi par d'autres villes espagnoles comme Barcelone, où la décision de mettre en place une structure pérenne pour l'hôpital de Sant Pau fut prise en 1573,. Néanmoins, la plupart des historiens ont longtemps retenu comme pionnier le théâtre qui fut érigé en 1584 à Padoue, le théâtre anatomique de Padoue : c'est lui que citent et célèbrent William Brockbank, Rafael Mandressi, ou encore Andrew Cunningham. Il s'agissait d'une structure en bois pouvant accueillir, sur plusieurs étages de galeries, deux cents personnes environ,. Son érection est restée associée au nom de Girolamo Fabrizi d'Acquapendente, qui y enseigna l'anatomie et la chirurgie de 1565 à 1613. Pour cette raison, et du fait du prestige de ses études à l'université de Padoue, Fabrizi d'Acquapendente « fut personnellement un des centres de l'anatomie mondiale pendant un demi-siècle ». Mais l'installation où il exerça fut si rapidement détériorée qu'il fallut la reconstruire.

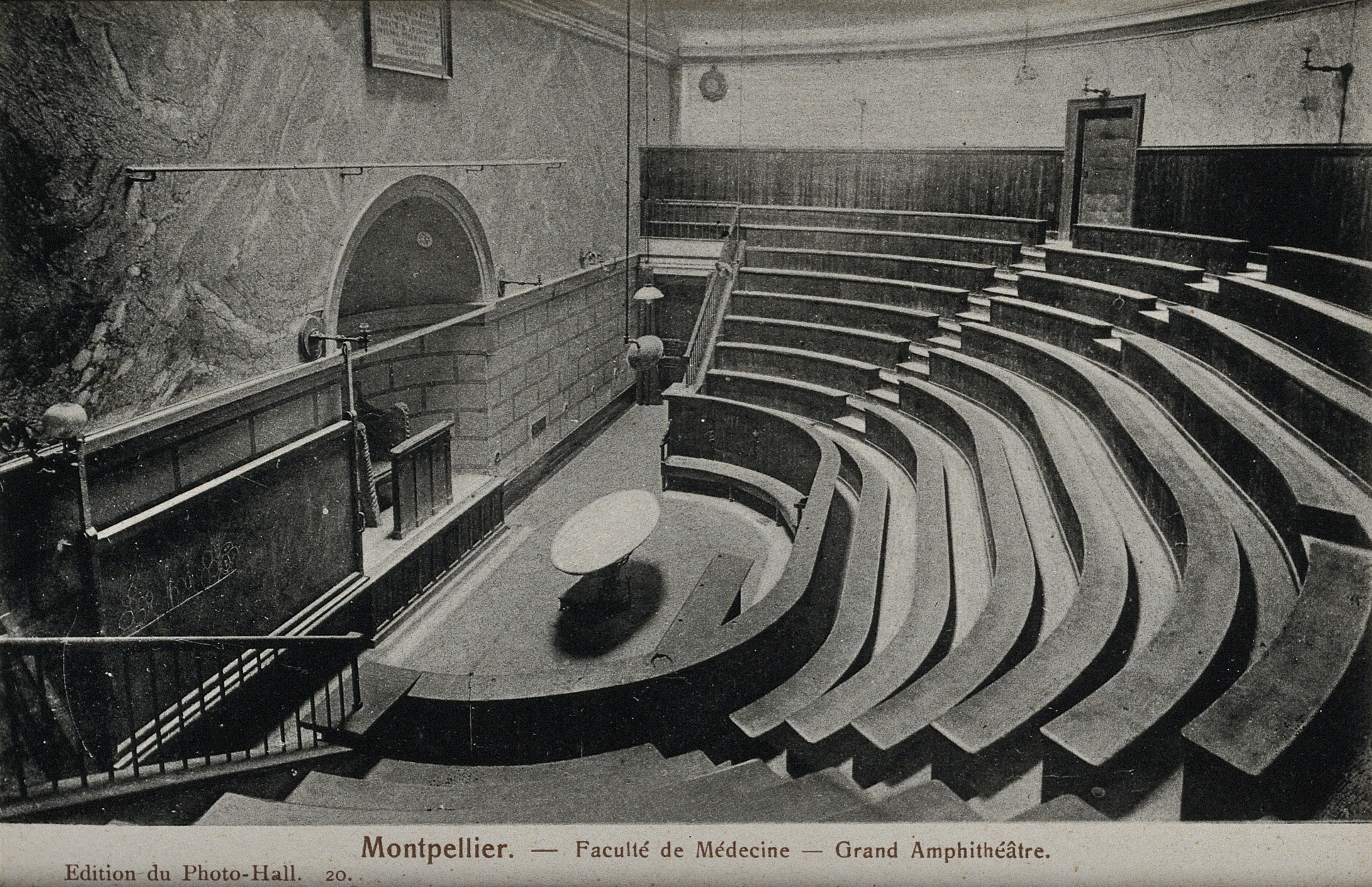
Theatrum anatomicum de la Faculté de Médecine de Montpellier

Entre-temps, en 1586, l'université de Saragosse inaugura sa « casa de anatomía », construite à côté du cimetière de l'hôpital Nuestra Señora de Gracia,. En outre, en 1593, un autre édifice, le théâtre anatomique de Leyde, fut dressé à Leyde, aux Pays-Bas, sous l'impulsion de l'anatomiste Pieter Pauw, un ancien élève de Fabrizi d'Acquapendente,. Il fut mis en service à la fin de l'année 1594, soit exactement l'année où le bâtiment padouan fut monté à nouveau.
D'après Mandressi, il est fort probable que l'opération de reconstruction bénéficia une nouvelle fois de la coopération entre Fabrizi d'Acquapendente et celui qui lui avait très probablement suggéré les plans originels, le théologien Paolo Sarpi, qui fut son ami et son patient quand il fit l'objet d'une tentative d'assassinat en 1607, c'est-à-dire quelques mois après son excommunication. Dès lors, il ne fait guère de doute que les conceptions du religieux purent être transmises, à un moment ou à un autre, par l'anatomiste à l'architecte du théâtre, peut-être Dario Varotari,, et que ce dernier s'en inspira pour son projet. Quoi qu'il en soit, il livra un édifice où le plus petit des éléments concentriques se rapproche d'une ellipse, et celui qui a le plus grand diamètre d'un cercle. Il eut un grand succès : le théâtre de Padoue fut frénétiquement copié à travers l'Europe.

### La diffusion en Europe et ailleurs

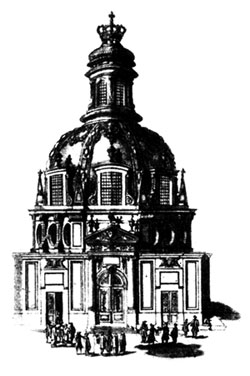
Gravure de 1694 représentant l'amphithéâtre d'anatomie de Saint-Cosme, à Paris, où il est toujours visible au 5, rue de l'École-de-Médecine.

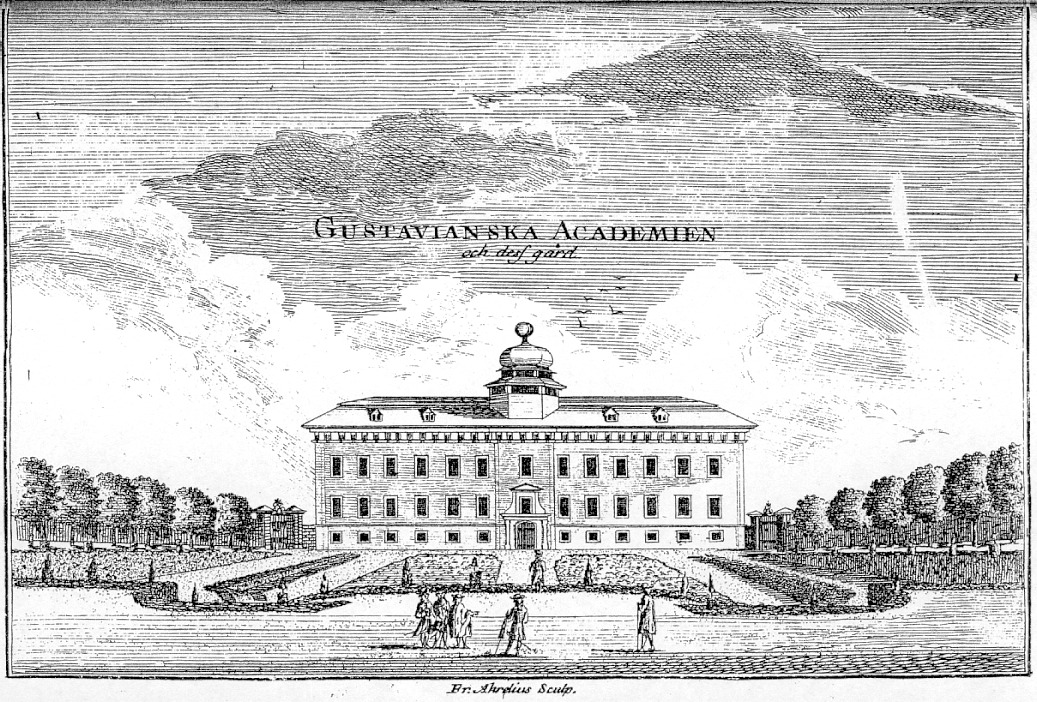
Gravure de la fin du XVIII représentant le Gustavianum, bâtiment accueillant le théâtre anatomique de l'université d'Uppsala.

Durant les décennies et les siècles qui suivirent la mise en service des structures permanentes livrées à Padoue et Leyde, de nombreux théâtres furent érigés dans toute l'Europe de l'Ouest, notamment à Copenhague de 1640 à 1643, Altdorf en 1650,, Madrid autour de 1689,, Amsterdam en 1691, Berlin en 1720, Halle en 1727,, Ferrare en 1731 et Pavie en 1785.

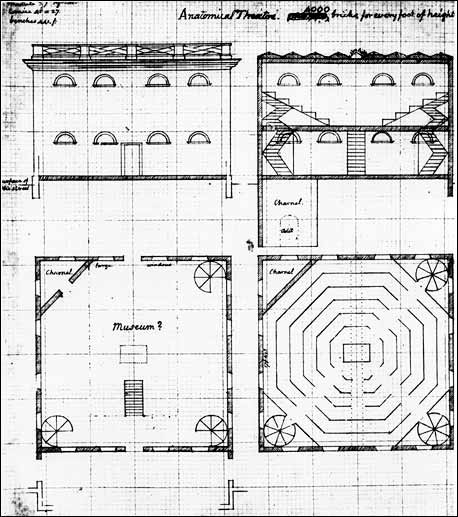
Plan du théâtre anatomique de l'université de Virginie dessiné par Thomas Jefferson à la fin de sa vie.

Le mouvement finit par s'étendre jusqu'aux États-Unis, où il y avait déjà deux autres installations dans le pays quand l'ancien président Thomas Jefferson dessina les plans d'un théâtre d'anatomie pour l'université de Virginie à Charlottesville autour de février 1825, peu de temps avant sa mort. De fait, disposer d'un tel équipement devint rapidement « un atout de prestige, le signe de la vigueur scientifique des universités », voire des villes elles-mêmes, ce qui peut expliquer pourquoi les grandes métropoles disposaient parfois de plusieurs installations en même temps, comme ce fut visiblement le cas à Londres et Paris au cours du XVIIIe siècle.
À ce titre, il est important de ne pas sous-estimer les effets des configurations locales ; elles jouèrent en effet un rôle essentiel dans l'histoire des théâtres anatomiques à travers le temps. Dans la capitale anglaise, par exemple, il convient de considérer avec attention les oppositions entre les différentes corporations du monde sociomédical, en particulier celle qui confrontait les anatomistes aux chirurgiens et barbiers. Lorsqu'on analyse la situation à Leyde, de même, il faut bien prendre en compte la concurrence qui existait entre le théâtre anatomique et les autres espaces où avaient lieu des dissections humaines. Enfin, pour comprendre ce qui eut lieu en Espagne, d'après Àlvar Martínez-Vidal et José Pardo-Tomás, il est recommandé de ne pas perdre de vue la plus ou moins grande bienveillance avec laquelle le pouvoir royal traita les premiers projets avant de les valider, tout comme le firent par ailleurs les autorités municipales.
Pour le reste, et à un niveau encore plus microhistorique, il est difficile de ne pas étudier les biographies de tous ces étudiants ou passionnés qui circulèrent à travers l'Europe en ramenant chez eux, une fois leur voyage terminé, les idées et les plans utiles à l'édification des installations nécessaires aux leçons. De ce point de vue, et parmi les enceintes les plus remarquables qui furent effectivement mises en chantier et terminées, on peut citer le théâtre anatomique que le Suédois Olof Rudbeck, professeur en médecine et architecte amateur, aménagea au milieu du XVIIe siècle dans le Gustavianum, l'ancien bâtiment principal de l'université d'Uppsala, lui-même construit entre 1622 et 1625. Livré en 1662,, il est installé à l'intérieur d'une coupole qui sert aussi de cadran solaire et le fait ressembler à un temple. Il dispose ainsi d'un excellent éclairage, un des ingrédients majeurs d'une architecture réussie pour les premiers théâtres anatomiques permanents.

## Architecture

### L'objectif de confort et de visibilité

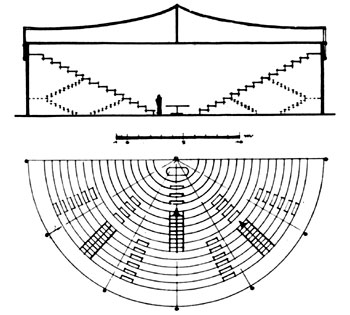
Plan du théâtre anatomique rêvé par Charles Estienne.

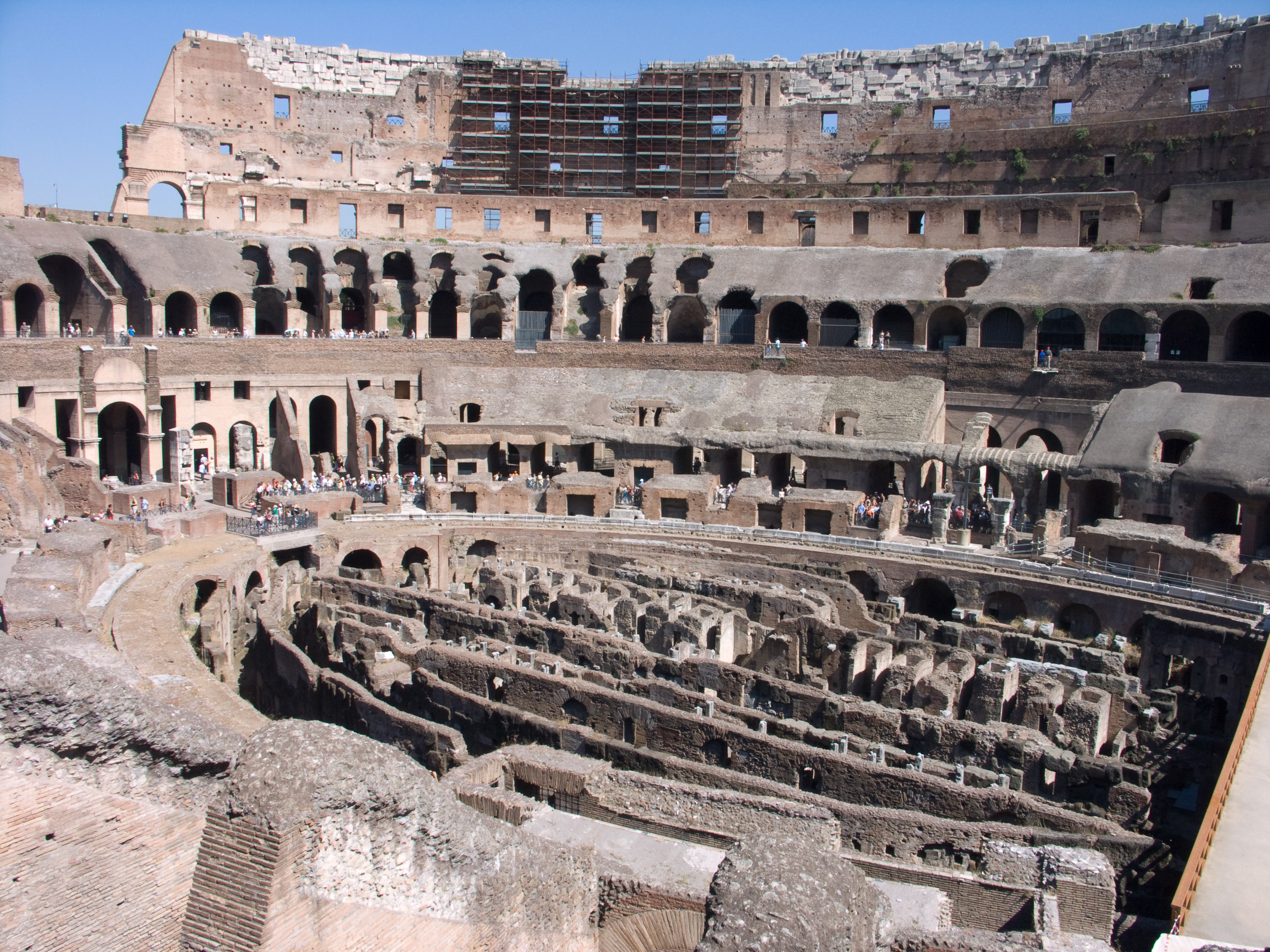
Intérieur du Colisée (Rome).

Après Alessandro Benedetti, la description de théâtres anatomiques dans les traités d'anatomie, plus ou moins longue et détaillée, devint une pratique relativement courante. Les textes renvoyaient parfois à des structures effectivement mises en œuvre, comme chez André Vésale, qui indique dans une note marginale avoir aménagé à Bologne et Padoue des structures telles que celle qui est représentée sur le frontispice de son œuvre majeure, parue en 1543 sous le titre De humani corporis fabrica. Mais, d'après Rafael Mandressi, il pouvait également s'agir de descriptions « purement normatives » de ces espaces, de leur configuration et de leur usage, tels qu'ils devaient être conçus et installés. Selon lui, c'est vraisemblablement le cas chez le Florentin Guido Guidi, qui décrit un ensemble octogonal dont les gradins s'élargissent au fur et à mesure que l'on y monte. C'est aussi le cas chez le Français Charles Estienne, dont le théâtre idéal « était loin d'être réalisé à la faculté de Paris », et n'a probablement jamais existé,.
Pourtant, la description qu'il en donne dans La Dissection des parties du corps humain, traité paru en français en 1546, est l'une des plus minutieuses qui soient : l'auteur consacre à la question les quinzième et seizième chapitres du troisième livre de son ouvrage, respectivement intitulés « De l'appareil du theatre anatomique » et « De la situation & position du corps que lon doibt dissequer au devant du theatre anatomique ». Estienne imagine une installation temporaire dont la structure serait construite en bois, ou en charpenterie. Elle aurait la forme d'un hémicycle à trois étages, ou au moins deux. On l'érigerait à l'intérieur d'un espace ample et aéré, avec des sièges disposés tout autour en forme de cercle, « du type de ceux que l'on peut voir à Rome ou à Vérone ». Cette comparaison avec le Colisée et les arènes véronaises indique qu'il décrit en fait un amphithéâtre.
De fait, l'édifice auquel pense l'auteur est à ciel ouvert, sans toit, mais il se propose néanmoins de former au-dessus un pavillon en tendant une toile cirée, ou une toile simple en l'absence de toile cirée. Il s'agit de faire de l'ombre pour les personnes présentes et de les protéger de la pluie et du soleil, mais aussi de s'assurer que la voix de celui qui expliquera l'agencement des différentes parties du corps porte loin et ne se perde pas dans l'air. Cette exigence acoustique n'est pas excessive : dans un texte bien ultérieur, le Français Guillaume Lamy rapporte qu'il s'est rendu au Jardin du Roi de Paris pour écouter une démonstration d'anatomie de son grand rival Pierre Cressé, mais qu'il n'a pu entendre que l'avant-propos de l'anatomiste à cause du bruit dans le théâtre.
Ainsi, le texte d'Estienne insiste surtout, et au-delà des questions purement techniques, sur ce que l'on appellerait aujourd'hui le confort des personnes situées dans les galeries. Il milite par exemple pour qu'elles voient toutes également, et il est très précis dans ses requêtes chiffrées à ce sujet : les bancs dans les gradins « ne devront pas être moins hauts que le pied et demi ». De fait, à l'époque, l'un des enjeux majeurs de l'agencement des enceintes était d'assurer une visibilité maximale à l'intérieur, comme le montrent la confusion des textes normatifs et de la réalité historique à ce sujet. Ainsi, alors que Guidi recommande de placer une bougie à chaque coin de la table de dissection, dans le théâtre anatomique de Padoue, par exemple, des étudiants étaient effectivement chargés de porter des cierges à proximité immédiate de cette table,. Tout cela n'est pas gratuit : l'anatomie en était arrivée à un point où le savoir scientifique au sujet du corps semblait ne plus pouvoir se passer d'une observation attentive de celui-ci, c'est-à-dire de l'usage intensif de la vision.

### Les plans et leur origine

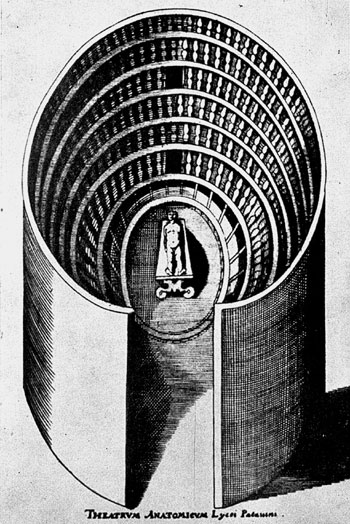
Gravure de 1654 représentant le théâtre anatomique de Padoue et illustrant bien sa ressemblance avec un œil.

Parmi les premiers théâtres anatomiques permanents qui furent construits hors de la péninsule Ibérique, on peut distinguer, selon Gerst-Horst Schumacher, deux grands modèles architecturaux, celui de Padoue et celui de Bologne. Installé dans le palais Bo, le premier, en forme d'entonnoir,, mesurait dix mètres de long pour 8,75 de large et douze de haut. Il était équipé de six galeries de 92 centimètres chacune et toutes protégées par une balustrade similaire à celles que l'on trouve autour des chalets alpins. Il n'y avait pas de sièges, et il fallait être mince pour tenir dans les travées,. De plus, autre désavantage, la forme de la structure demandait des bâtiments hôtes élevés, chose rare dans les universités de l'époque.

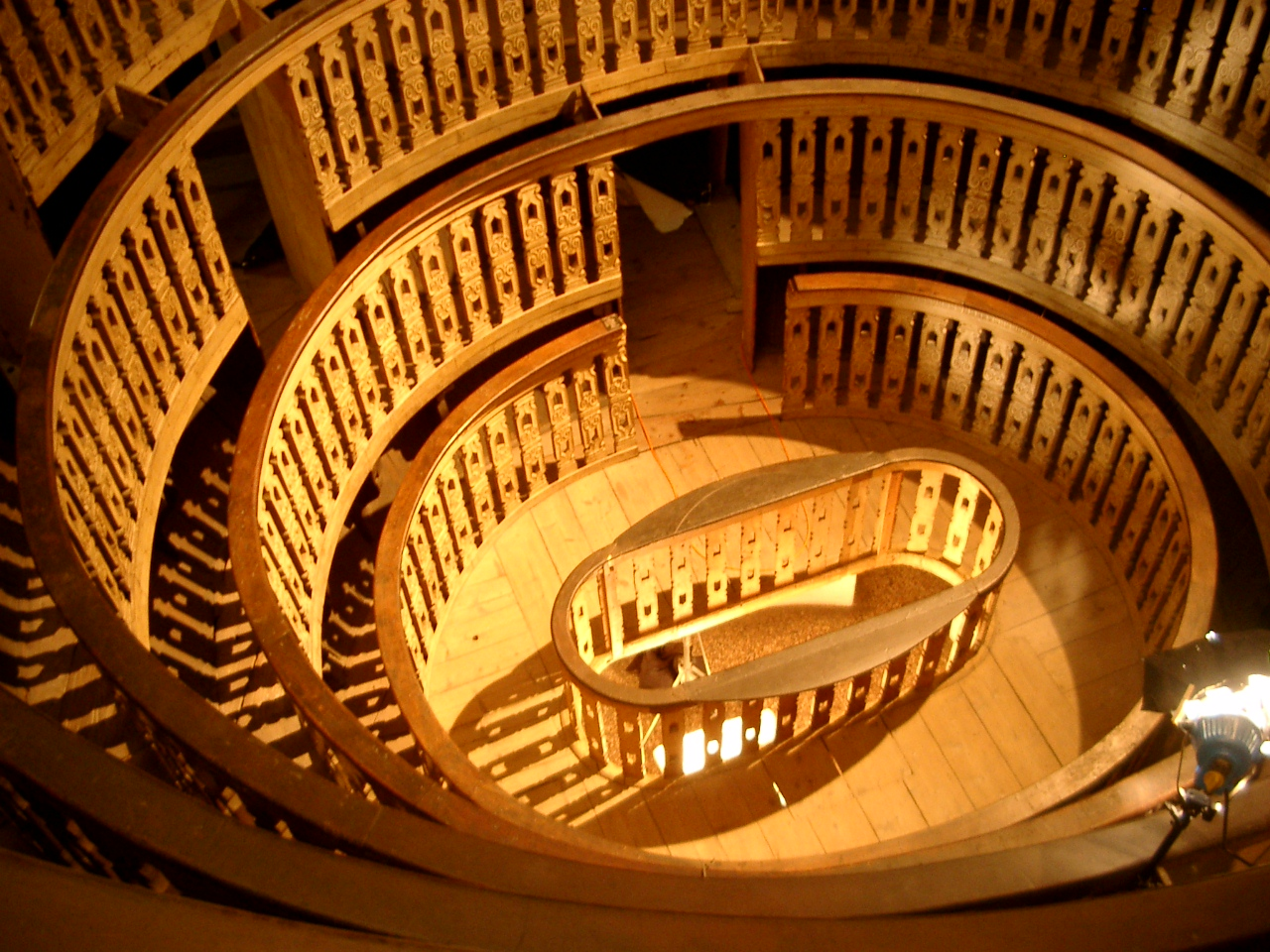
Photographie récente du théâtre anatomique de Padoue et de ses balustrades en bois.

D'après Rafael Mandressi, cette forme ellipsoïdale était issue de la recherche anatomique elle-même. Paolo Sarpi, qui l'imagina sans doute, s'intéressait non seulement à la chimie, à la logique, au magnétisme et aux mathématiques, mais aussi à la médecine et à l'optique,, et il travailla sur ces sujets avec Fabrizi d'Acquapendente dans le cadre de recherches sur l'œil menées entre 1581 et 1584, c'est-à-dire au cours des années précédant immédiatement l'érection de l'édifice padouan. Plus tard, lorsque celui-ci dut être reconstruit, le médecin commençait à nouveau à se pencher sur la question, encore sous l'influence des idées de Sarpi. Pour l'historien, il y a là une « coïncidence dans le temps qui est aussi une coïncidence dans les formes : on retrouve dans l'architecture du théâtre d'anatomie la composition de cercles et d'ellipses des illustrations de l'anatomie de l'œil du De visione, voce, auditu publié par Fabrizi en 1600 », et où Sarpi est cité, sa contribution mise en avant. Dès lors, on peut considérer que le théâtre anatomique de Padoue était « une gigantesque métaphore concrète du regard ».

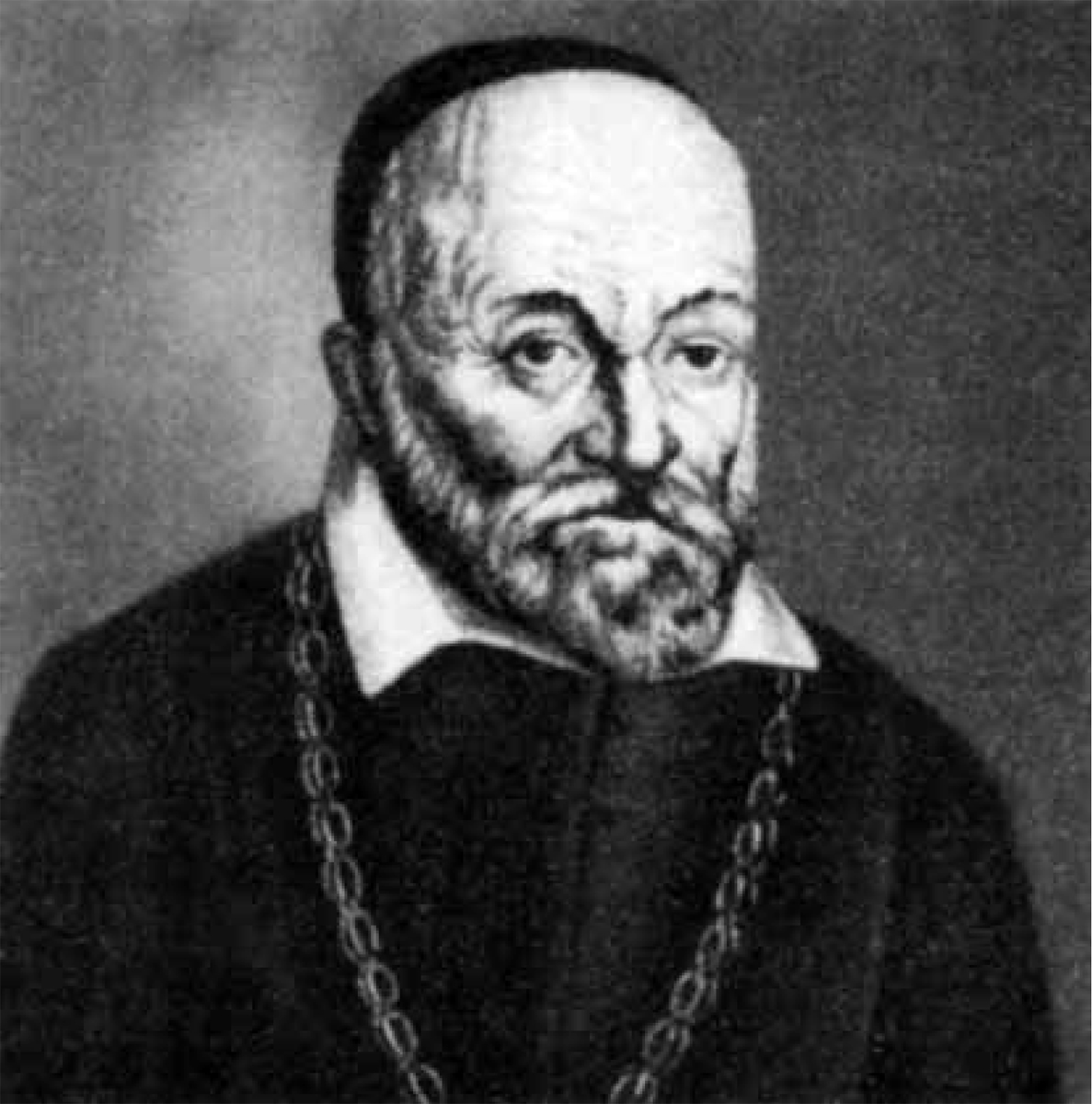
Portrait de Girolamo Fabrizi d'Acquapendente, qui fit construire en 1584 l'un des premiers théâtres anatomiques permanents connus, le théâtre anatomique de Padoue.

Mais la pratique à l'intérieur d'une structure en forme d'œil n'était pas, selon Mandressi, qu'une simple métaphore. Il s'agissait également d'une mise en abyme du savoir scientifique de l'époque « qui permettait à un public nombreux de participer à la consécration de l'expérience visuelle comme pierre angulaire de la connaissance anatomique ». De fait, l'apparition des amphithéâtres d'anatomie en tant que dispositifs spatiaux ad hoc relève d'une période qui fit de la vue de l'intérieur du cadavre ouvert la source principale de la vérité scientifique quant à l'anatomie humaine, au détriment des traités signés par les autorités. On remarquera à ce titre que l'ouvrage d'Alessandro Benedetti, celui-là même qui fournit la première description connue d'un théâtre anatomique, se termine par un chapitre consacré à l'éloge de la dissection, « De laude dissectionis ». L'auteur y exhorte le lecteur à s'appliquer à la contemplation des œuvres de la nature et à les laisser se déployer sous ses yeux. Les textes, ajoute Benedetti, pourront éventuellement rafraîchir la mémoire, mais si on se laisse mener par eux seuls, on aura in fine bien davantage d'opinions que de vérités. De fait, son propre ouvrage est justement conçu pour être consulté pendant des démonstrations anatomiques. Il y fait un usage abondant des verbes relatifs à la vision. Enfin, il s'inscrit dans un contexte éditorial marqué par la place de plus en plus importante prise par les illustrations anatomiques dans les traités, en particulier après les travaux de Jacopo Berengario da Carpi au début des années 1520, mais surtout à la suite du De humani corporis fabrica d'André Vésale, paru en 1543.
Tout indique donc que si l'appréhension sensorielle était jusqu'alors recommandée dans les livres, elle devait désormais être concrétisée et mise en actes dans les pages de ces ouvrages, mais aussi et surtout dans un espace singulier, qui servirait ainsi « à montrer mais aussi démontrer la vigueur de la nouvelle science », comme en témoigne l'usage du terme « théâtre », « theatron » signifiant littéralement « le lieu d'où l'on voit »,. Ainsi, l'érection effective des amphithéâtres d'anatomie constitua donc « la mise en place d'un dispositif qui [cherchait] à optimiser cette perception et qui [était] en soi la marque la plus éloquente de la consécration du visuel ». Elle rendit l'anatomie moderne. En conséquence, on peut dire que la pratique des dissections humaines réapparue en Europe à compter de la fin du XIIIe siècle, « ne s'est généralisée, n'a cessé d'être une rareté et ne s'est transformée en routine que deux cents ans plus tard dans les amphithéâtres d'anatomie des universités européennes », qui prirent des décennies à leur accorder une certaine autonomie architecturale.

### L'évolution des formes

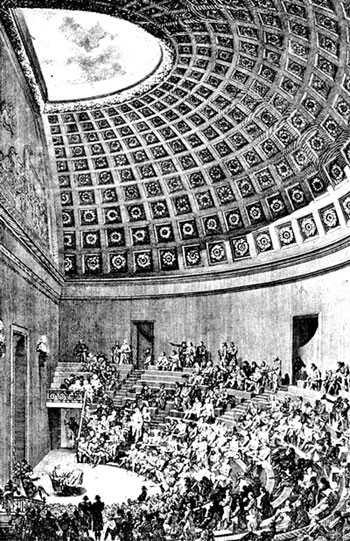
Gravure de 1780 représentant le grand amphithéâtre des écoles de chirurgie de Paris.

Lorsque Pieter Pauw envisagea la construction du théâtre anatomique de Leyde, il tenta d'atténuer les désavantages que présentait celui de Padoue, dont la forme empêchait l'entrée de la lumière du jour, ce qui condamnait à l'usage de torches. Aux Pays-Bas, il fit donc ériger un édifice dont les plans atténuaient les excès italiens : les gradins étaient plus larges et moins élevés, ce qui permettait de ménager des ouvertures sur l'extérieur,. Conséquemment, l'éclairage était meilleur, et compensait la plus grande austérité générale du bâtiment.
Son architecture inspira celle des théâtres construits à Groningue de 1654 à 1655 et à Kiel en 1666, ainsi que dans plusieurs universités d'Europe du Nord. Mais il fallut attendre le théâtre anatomique de Bologne pour une véritable innovation, le recours à une salle rectangulaire reprenant certaines caractéristiques de l'architecture du Moyen Âge. Selon Gerst-Horst Schumacher, cette enceinte constitua le second grand modèle de théâtre anatomique. Cependant, il indique également qu'il ne fut jamais imité par la suite, exception faite du théâtre de Ferrare construit en 1731. On pourrait y ajouter quelques autres en Espagne. Ainsi, d'après Àlvar Martínez-Vidal et José Pardo-Tomás, une illustration de 1728 indique que le théâtre anatomique de Madrid était une pièce carrée avec une grande fenêtre au fond et une arche à l'entrée sur laquelle était inscrite « Amphitheatrum Matritense », soit « amphithéâtre madrilène » en latin. Celui de Saragosse était également de la même forme, tous les côtés mesurant approximativement 5,8 mètres. Il reposait sur des piliers en briques et des murs faits d'une sorte d'adobe d'une hauteur d'environ 46 décimètres.
La grande innovation intervint néanmoins tout à fait ailleurs, à Londres. C'est là qu'en 1638 fut inauguré le premier théâtre anatomique construit dans un bâtiment autonome, un événement que Schumacher localise quant à lui au collège de chirurgie de la capitale française en 1694. Cette structure londonienne ne coûta que mille livres en travaux, le chantier n'ayant duré que deux ans ; un demi-siècle plus tard, il fallut trois années pour édifier l'enceinte de la rue des Cordeliers, à Paris. Elle ressemblait à une église protestante.
Un autre exemple intéressant de théâtre anatomique établi dans un ensemble autonome est le grand amphithéâtre des écoles de chirurgie construit dans cette dernière ville selon la forme du Panthéon de Rome de 1768 à 1775. D'une capacité de 1 400 places, il était si grand que l'on peine à croire qu'il était possible de distinguer quoi que ce soit de la dissection depuis les derniers rangs. Cette remarque vaut également pour le nouveau théâtre anatomique de style baroque que la guilde des chirurgiens de Barcelone fit dresser en 1761. L'ensemble était tellement grandiose que rien ne pouvait être vu à partir des sièges. Pour Andrew Cunningham, cela indique que les théâtres anatomiques remplissaient d'autres fonctions que purement pratiques : ils cherchaient également à faire grande impression sur leurs visiteurs, aidés en cela par leur décoration.

## Décoration, équipement et approvisionnement

### La décoration et ses messages

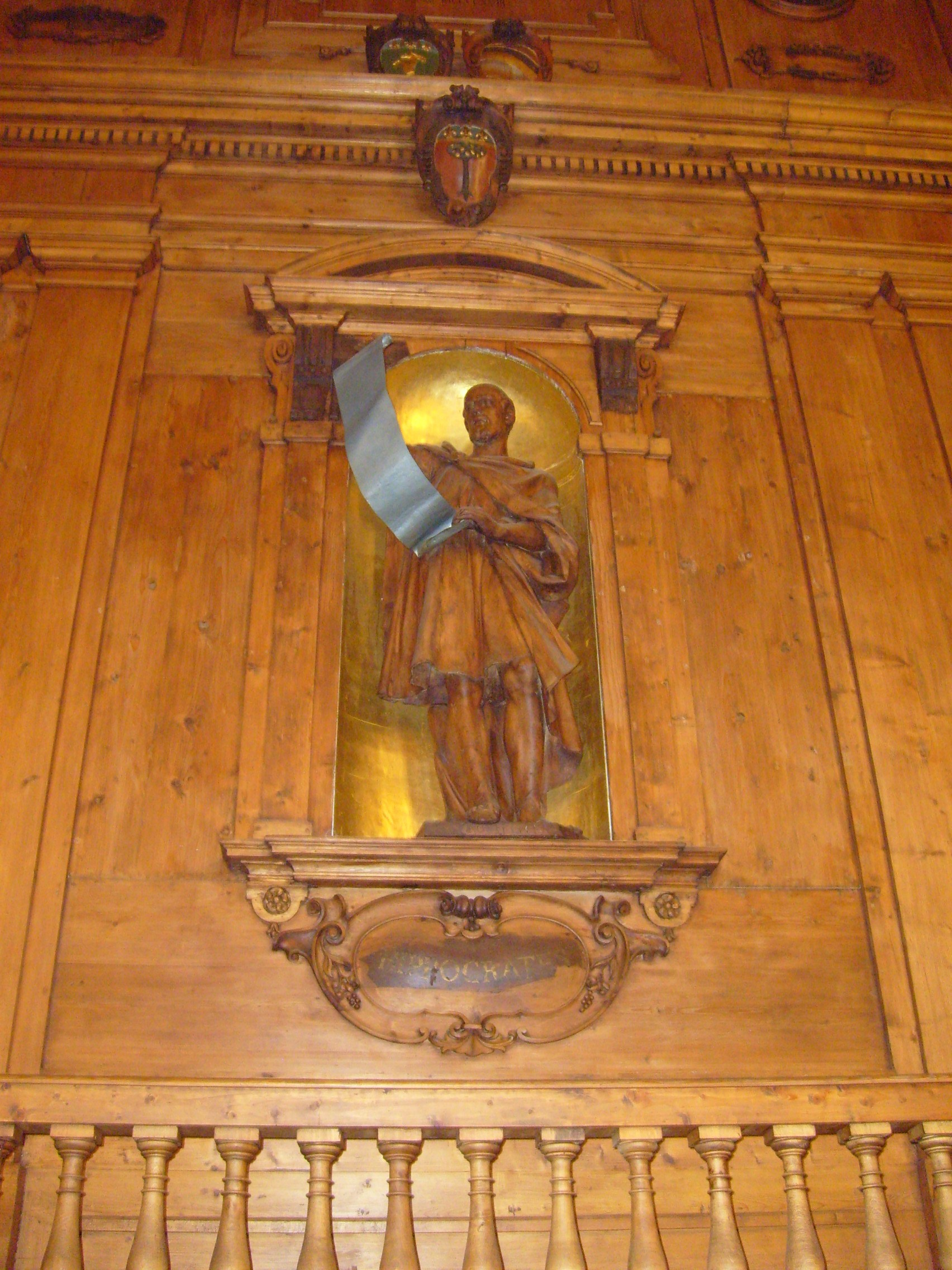
Photographie récente d'une statue en bois d'Hippocrate dans le théâtre anatomique de Bologne.

S'il illustre un changement de paradigme au sein de la science anatomique de son époque, le développement de l'illustration spécialisée en même temps que l'apparition des théâtres d'anatomie présente par ailleurs l'intérêt de fournir à l'historien des informations quant à l'intérieur des enceintes, au-delà de leur aspect purement structurel. Ainsi, si la plupart des planches des traités servaient à imager tout ou partie du corps humain, certaines représentaient les édifices en cours de fonctionnement. Elles étaient souvent placées en couverture des ouvrages, qui par ailleurs comportaient volontiers le mot « théâtre » dans leur titre, un exemple de cette dernière habitude étant le Theatrum Anatomicum infinitis locis auctum composé par Gaspard Bauhin en 1592, publié à Francfort en 1605 et réimprimé avec des additions en 1621.
Ces supports visuels indiquent que la décoration des théâtres anatomiques n'était pas forcément sobre, ce que confirme par ailleurs l'intérieur des structures qui nous sont restées. À Bologne, dans l'enceinte construite pour l'université de la ville, on voit encore de nombreuses sculptures en bois représentant d'illustres anatomistes, ce qui indique que les théâtres étaient des lieux où l'on honorait les grands pionniers de la discipline, et où s'affichaient sans doute les filiations académiques entre leurs maîtres d'autrefois et leurs disciples vivants : on sait que c'était au professeur détenant la chaire que revenait la charge financière de la décoration de la salle, qui comprenait coussins et damas.

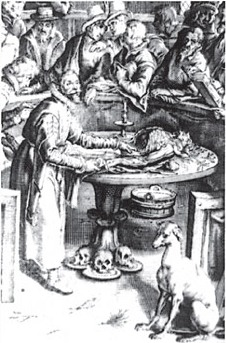
Portrait de Pieter Pauw affairé à côté de la table de dissection du théâtre anatomique de Leyde, dont la base est ornée de crânes.

Il y a en l'occurrence Hippocrate, Claude Galien, Fabrizio Bartoletti, Giovanni Girolamo Sbaraglia, Marcello Malpighi, Carlo Fracassati, Mondino de' Liuzzi, Bartolomeo da Varignana, Pietro d'Argelata, Costanzo Varolio, Giulio Cesare Aranzio et Gaspare Tagliacozzi, soit douze personnages statufiés qui répondent aux douze signes du zodiaque représentés au plafond. Le théâtre anatomique de Leyde comportait lui aussi une galerie de portraits destinée à édifier le visiteur, et les signes associés aux grandes constellations astrologiques étaient également représentés sur les murs à Londres.
Ainsi affirmés comme des lieux de science, les théâtres anatomiques n'étaient pas pour autant dépourvus de références au sacré, et l'on trouve de nombreux memento mori dans les illustrations qui les représentent, qui étaient par conséquent de véritables vanités. Ainsi, on dispose d'une gravure de 1612 montrant l'amphithéâtre de Leyde encombré par les squelettes humains et animaux. Sur l'illustration de couverture du De humani corporis fabrica, la référence à la mort est encore plus explicite, puisqu'un squelette humain surplombant toute la scène tient une faux qui lui donne l'apparence de la Faucheuse. Cependant, il faut bien voir que ces reliques servaient parfois effectivement pour l'enseignement de l'ostéologie, comme en témoigne un illustrateur qui représenta le théâtre anatomique de Madrid dans les années 1720. Elles faisaient donc partie, en quelque sorte, de l'équipement du théâtre.

### L'équipement et ses dangers

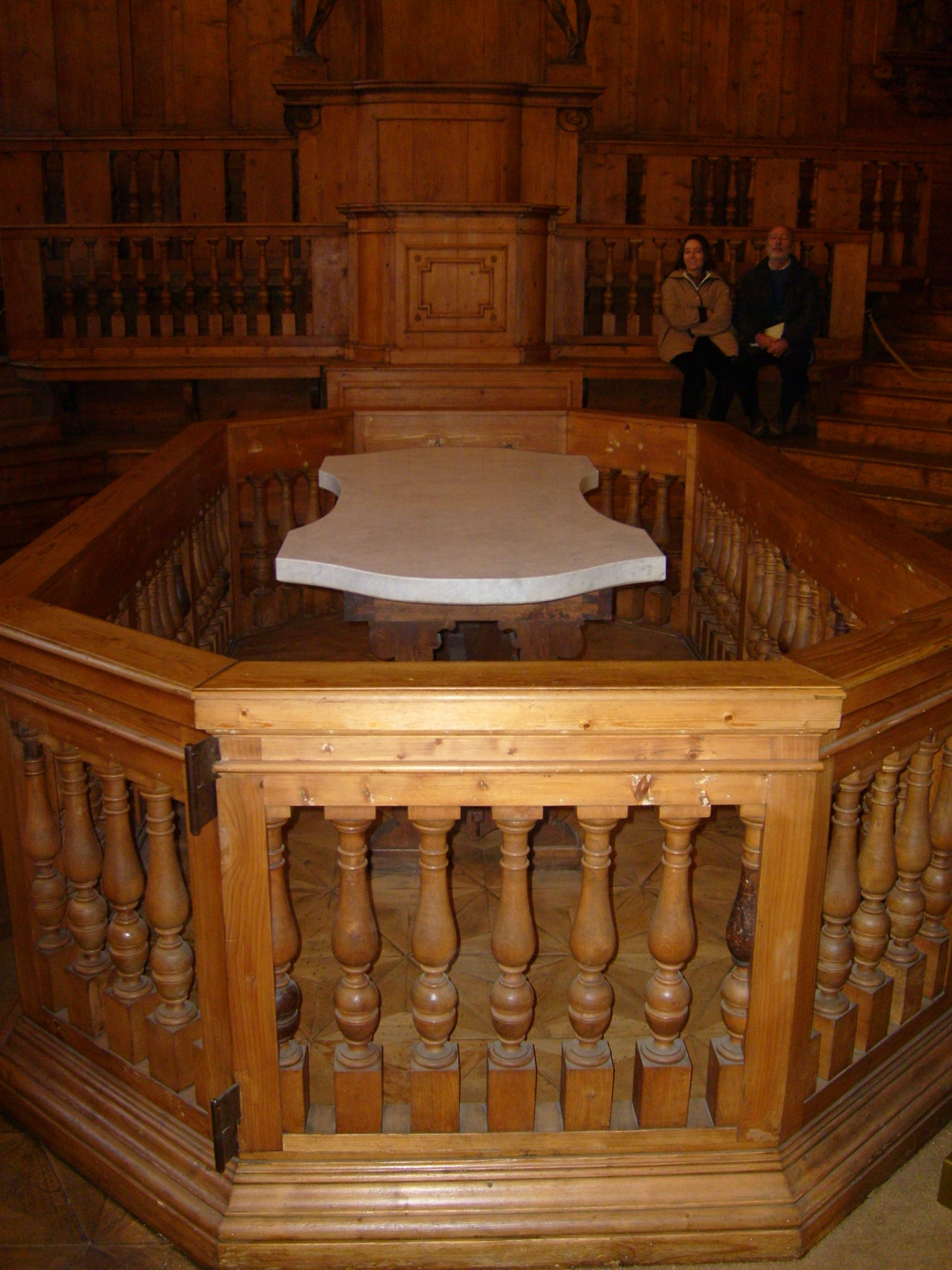
Table de dissection dans le théâtre anatomique de Bologne (cliché de 2007).

Tous les textes et illustrations en témoignent, le corps mort était immanquablement le centre du théâtre anatomique, et cette position était suffisamment impressionnante pour déclencher des inspirations artistiques. Ainsi, entre 1639 et 1646, le poète et professeur de théologie Gaspard van Baerle composa trois poèmes ayant pour sujet l'anatomie, dont deux sur le théâtre anatomique permanent d'Amsterdam. Le plus court, In locum anatomicum recens Amsteloddami exstructum célèbre l'inauguration du lieu, tandis que l'autre, intitulé In Domum Anatomicam, quœ Amstelodami visitur, en décrit la nature, « plutôt morale que scientifique ». Le troisième, intitulé In mensam Anatomicam, pose carrément que sur la table de dissection centrale gît la condition humaine, sa désolation, les membres nus étant exposés à la vue des misérables mortels. Le grand public partageait peut-être cet avis, et les théâtres anatomiques suscitaient beaucoup de peurs à l'origine de rumeurs. C'est ainsi que l'on affirme encore aujourd'hui qu'une trappe avait été aménagée sous le théâtre anatomique de Padoue pour pouvoir faire disparaître les cadavres à tout instant, une visite inopportune dût-elle avoir lieu.
Pour Maurizio Rippa Bonati, c'est un mythe, et l'historien Luke Wilson fournit peut-être une bonne explication de son origine en indiquant que les anatomies publiques étaient vraisemblablement assimilées à des activités illicites ou à la moralité douteuse du fait de l'utilisation abondante qu'elles faisaient de corps de condamnés. Quoi qu'il en soit, la centralité du cadavre au milieu de la pièce était une exigence des anatomistes eux-mêmes, comme en témoignent les auteurs de référence. Pour Alessandro Benedetti, il doit être mis au cœur du théâtre, sur un banc élevé, dans un endroit illuminé et commode pour le dissecteur. Pour Charles Estienne, dans le même ordre d'idées, il doit y être posé sur une table tournante soutenue d'un seul pied en bois. À Barcelone, à compter du milieu des années 1670, cette table de dissection faisait environ deux mètres de long et quatre-vingts centimètres de large. La surface plane était faite de granit taillé, et le pied en pierre était creux pour faire passer un pivot en fer et les fluides corporels évacués jusqu'à une fosse septique d'une profondeur de près d'un mètre et demi placée à l'extérieur du bâtiment, où elle était couverte de pavés. À Saragosse, la table elle-même était située à un mètre sous le niveau du sol, et on y accédait par un escalier. Ses bords étaient surélevés pour contenir les matières semi-liquides issues de la dissection. Des anneaux sur les côtés indiquent qu'elle fut pensée pour permettre l'immobilisation d'animaux destinés à subir une vivisection.

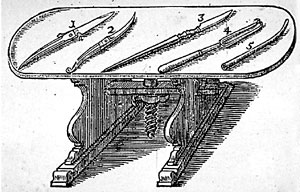
Représentation datée de 1665 d'une table d'appoint sur laquelle sont posées différentes lames utilisées dans les théâtres anatomiques.

Mais d'autres éléments devaient être pris en considération : au milieu et à côté de la table de dissection, nous dit Estienne, il doit y avoir une poutre de bois fichée au sol au bout de laquelle sera agencée une autre poutre destinée à élever le corps à l'aide de bandes, de façon à pouvoir montrer « l'exacte situation et position de chacune des parties ». Ainsi soulevé, ou soutenu par des poulies, le cadavre ne devra pas, néanmoins, apparaître debout ou en position verticale, quel que soit l'usage chez certains, chez André Vésale par exemple. D'après Rafael Mandressi, on se servait en tout cas de coussins de paille, de ficelles et d'aiguilles pour le maintenir dans une posture spécifique, pas tout à fait à l'horizontale.
On sait à ce sujet que le dissecteur disposait de nombreux outils, que l'on regroupait sur une petite table d'appoint. Parmi eux, il y avait bien sûr un nombre important de coutelas, rasoirs, bistouris et autres petites scies, ainsi que des maillets pour venir à bout des os, ou encore des crochets et des fourchettes pour enlever les membranes. Il y avait également des éponges et des seaux destinés à recueillir les fluides suintant peu à peu du corps mort au fil de sa décomposition, mais aussi « des paniers pour y jeter les parties déjà examinées, tranchées et extraites : les viscères, des morceaux de muscle, la langue, la graisse, des bouts de cervelle, un œil – des débris dont il sera nécessaire par la suite de se débarrasser ». Cet équipement était complété par des mouchoirs imprégnés de substances odorantes pour atténuer la puanteur, par ailleurs masquée par des parfums ou de l'encens. Une illustration espagnole de 1728 montre à ce sujet de la fumée qui s'élève d'un réceptacle à droite de la table : il s'agit de substances aromatiques en train de brûler. Pour finir, il fallait aussi des sondes dans lesquelles le démonstrateur soufflait pour procéder au gonflement des organes creux qui, comme les poumons, pouvaient perdre de leur volume avec l'affaissement des chairs. C'était là un exercice risqué, car la moindre inspiration involontaire condamnait à l'inhalation d'émanations létales. Or, par ailleurs, le dissecteur n'était pas à l'abri d'une blessure mortelle avec les lames en argent, bois, plomb ou ivoire ayant incisé le corps mort, véritable matière première des théâtres anatomiques.

### Les difficultés d'approvisionnement

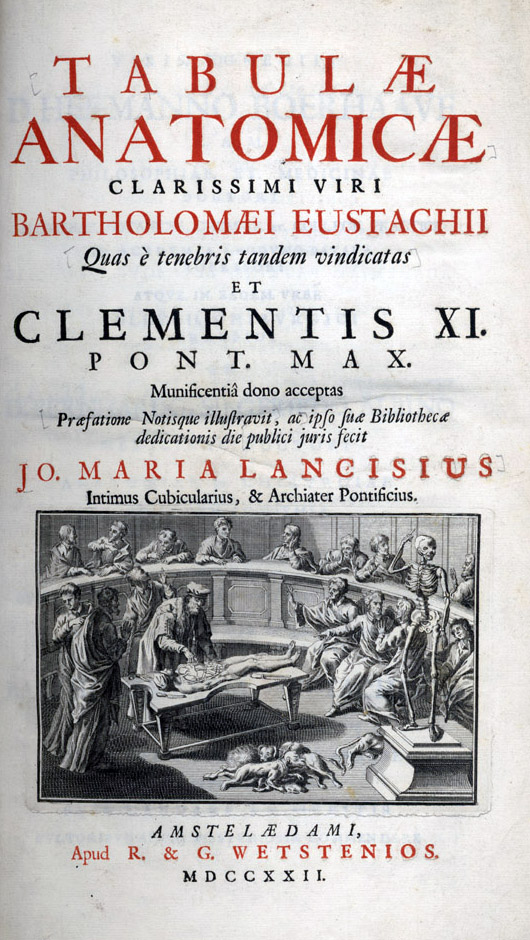
Frontispice d'un traité d'anatomie de Bartolomeo Eustachi comprenant une représentation d'un théâtre anatomique où gisent des corps de chiens, animaux souvent utilisés pendant les dissections humaines pour suppléer au manque de cadavres.

Avant de procéder à la dissection, il fallait au préalable s'assurer de la possession du corps mort à étudier. Ce n'était pas chose aisée, en particulier lorsqu'il s'agissait de trouver des cadavres humains, et de préférence des noyés, car les personnes décapitées présentent des veines et artères anormalement flétries, tandis que les pendus ont le larynx brisé par le nœud coulant. Les condamnés mis à part, on avait généralement recours aux corps d'indigents n'ayant pas les moyens de se payer une sépulture ou d'étrangers sans parent dans la ville susceptible de réclamer la dépouille. Ils étaient fournis par les autorités, ce qui rendait leur soutien essentiel au fonctionnement des théâtres, comme il le fut d'ailleurs, en Espagne notamment, à leur création.
Cependant, cela n'était pas toujours suffisant, d'autant qu'on enregistra au fil des ans une augmentation du nombre de dissections à pratiquer dans les exigences statutaires des universités de tutelle. C'est ainsi que le développement des théâtres anatomiques s'inscrivit dans la mise en place d'un véritable trafic de cadavres, une sorte de commerce illicite souvent court-circuité par des vols directement dans les cimetières. Les textes anciens regorgent d'indices établissant qu'il existait finalement une espèce de course entre professeurs ou théâtres pour s'assurer de la livraison de corps par tous les moyens. On sait par exemple que le 3 février 1667, lorsqu'une jeune fille de Tours fut pendue pour avoir, selon la rumeur, « défait son enfant », un carrosse arriva aussitôt sur la place ; le corps y fut installé, puis emporté pour le Louvre, « où quelque grand en voulait avoir la démonstration ».
Pour Rafael Mandressi, « l'attente de la livraison des corps, la dispute de leur possession, la décomposition qui guette et scande les temps de la dissection, la puanteur croissante [...], les contiguïtés pratiques des lieux de mort et des lieux de science ne sont pas des traits épisodiques ni le contenu anecdotique d'un moment de l'histoire de l'anatomie. Il s'agit au contraire de caractères permanents, intrinsèques, à l'ère des dissections, du long cycle qui commence au Moyen Âge tardif avec les débuts de l'ouverture de cadavres humains à des fins de connaissance ». De fait, le problème ne fut jamais entièrement résolu, et les dissections publiques dans les amphithéâtres ne suffirent plus au développement rapide de l'anatomie. Aussi, faute d'avoir des cadavres réels, on imagina des représentations fidèles de la réalité corporelle : les difficultés d'approvisionnement participèrent à l'essor de la céroplastie, qui permettait aux professeurs de disposer d'artefacts reproduisant fidèlement les différents organes du corps humain à partir de cire peinte. On utilisa aussi beaucoup d'animaux pour faire des digressions sur tel ou tel organe humain que la décomposition avait déjà détruit sur le corps principal. Ainsi, André Vésale utilisait fréquemment des chiens et des singes, mais aussi des restes de bœufs : ils étaient conservés pour la fin, pour clarifier certains points précis via une anatomie comparative.
Cependant, si les charognes d'animaux étaient généralement plus disponibles que les cadavres humains, ce n'était pas une constante. Dès lors, on envisagea finalement d'autres solutions plus radicales au problème. Le philosophe Denis Diderot proposa de réaliser dans les théâtres des vivisections humaines à partir des condamnés à mort, arguant que « de quelque manière qu'on considère la mort d'un méchant, elle serait bien autant utile à la société au milieu d'un amphithéâtre que sur un échafaud, et [que] ce supplice serait tout au moins aussi redoutable qu'un autre ». Des offres concrètes furent faites en ce sens : un apothicaire rencontré en son temps par Nicolas Edme Restif de La Bretonne lui assura avoir « proposé, dans un petit mémoire, de donner à l'amphithéâtre public, certains scélérats vivants, pour faire sur eux des expériences, qui rendissent leur mort doublement utile à la nation, dont ils ont été le fléau ». Cependant, lui dit-il aussi, on l'éconduisit « avec horreur, comme un anthropophage ».

## Utilisation

### Le dissecteur et ses assistants

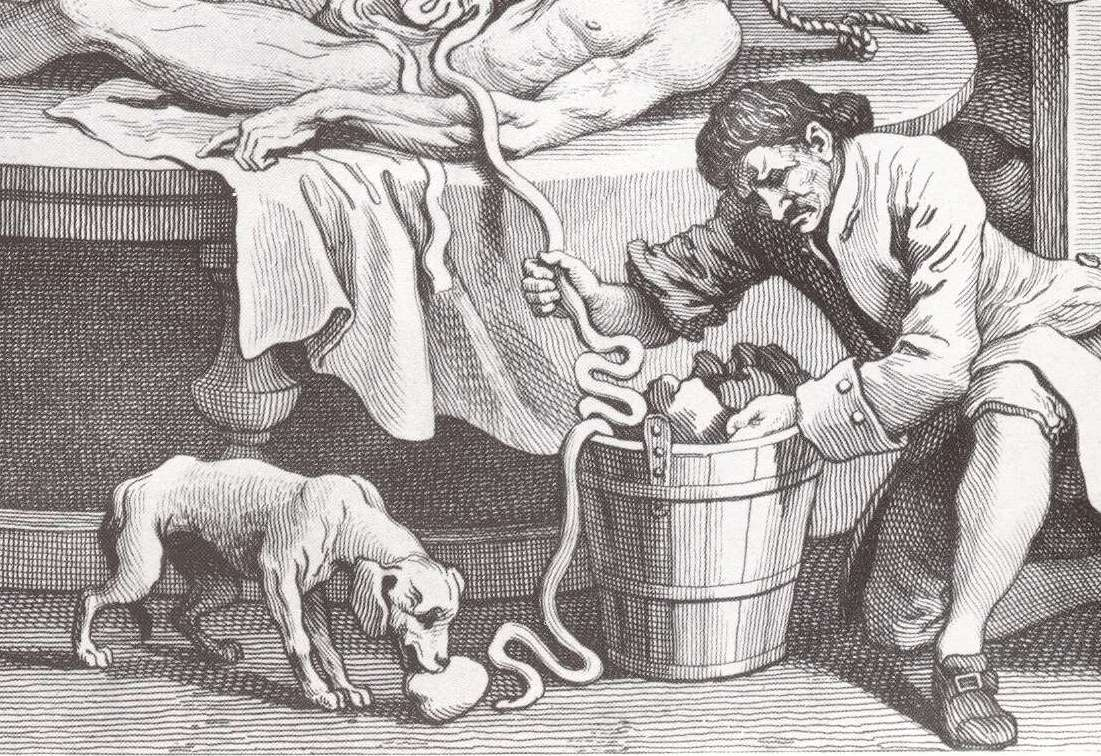
Détail d'un tableau composant Les Quatre Étapes de la cruauté qui montre un chien reniflant un organe du cadavre disséqué alors qu'un assistant récupère ses viscères dans un seau.

Une fois le cadavre à étudier trouvé et préparé, le maître pouvait entrer en scène. Pour Charles Estienne, ce médecin chargé d'interpréter et de commander la dissection se devait d'être assis devant la table où se trouve le corps et donc en face-à-face avec les personnes installées dans les gradins, ce qui établit bien, selon Rafael Mandressi, que « tout le dispositif est organisé en fonction de la vue : il faut montrer ».
Le maître était secondé par de nombreux assistants, en tout cas jusqu'à André Vésale, qui fut parmi les premiers à descendre de la chaire. Auparavant, et depuis Mondino de' Liuzzi, c'était une véritable division des tâches qui caractérisait les dissections publiques : alors que le professeur en commandait le déroulement en faisant la lecture et le commentaire des écrits des autorités, un demonstrator, ou ostentor, était chargé de montrer à l'assistance ce que le maître explicitait, tandis que la préparation du corps était généralement laissée entre les mains d'un prosecteur, c'est-à-dire un chirurgien ou un barbier. C'est ce qu'illustre la scène de dissection dans la première édition de l'Anathomia en langue italienne, imprimée en 1494, à l'époque où apparurent les premiers théâtres : alors que le magister prononce la leçon ex cathedra, un livre ouvert face à lui, le dissecteur s'apprête à réaliser une première incision avec un coutelas sur la poitrine d'un cadavre pendant qu'un troisième individu à sa gauche pointe la scène avec son index. Généralement, une baguette était utilisée.
Suscitée par la découverte d'erreurs dans les textes de Claude Galien et des autres autorités,, la prise en charge des aspects techniques de la dissection par Vésale est traditionnellement décrite comme l'un des moments du fait desquels la science anatomique devint moderne, car il permit le triomphe de l'autopsia, soit littéralement le fait de regarder par soi-même. Mais ce glissement de la chaire à la chair ne suffit pas à supprimer tout le personnel du théâtre anatomique. Si l'on en croit Guido Guidi, il fallait des techniciens obéissants et capables de ne pas s'évanouir pour procéder au lavage, au séchage et au dépeçage des corps, mais aussi pour attacher les animaux vivants.
Conformément aux recommandations d'Alessandro Benedetti, il y avait par ailleurs dans le théâtre anatomique un véritable régisseur, qui devait tout contrôler et ordonner, mais aussi quelques gardiens pour empêcher l'entrée des importuns. Tous ces individus contribuaient à la bonne marche logistique de l'enceinte et pouvaient compter sur l'assistance des nombreux chiens présents dans la salle, souvent représentés au pied de la table de dissection dans les illustrations : les restes leur étaient éventuellement confiés,. En général, néanmoins, les déchets générés par les théâtres anatomiques étaient rassemblés et enterrés à la fin de la démonstration,.

### La démonstration et son déroulement

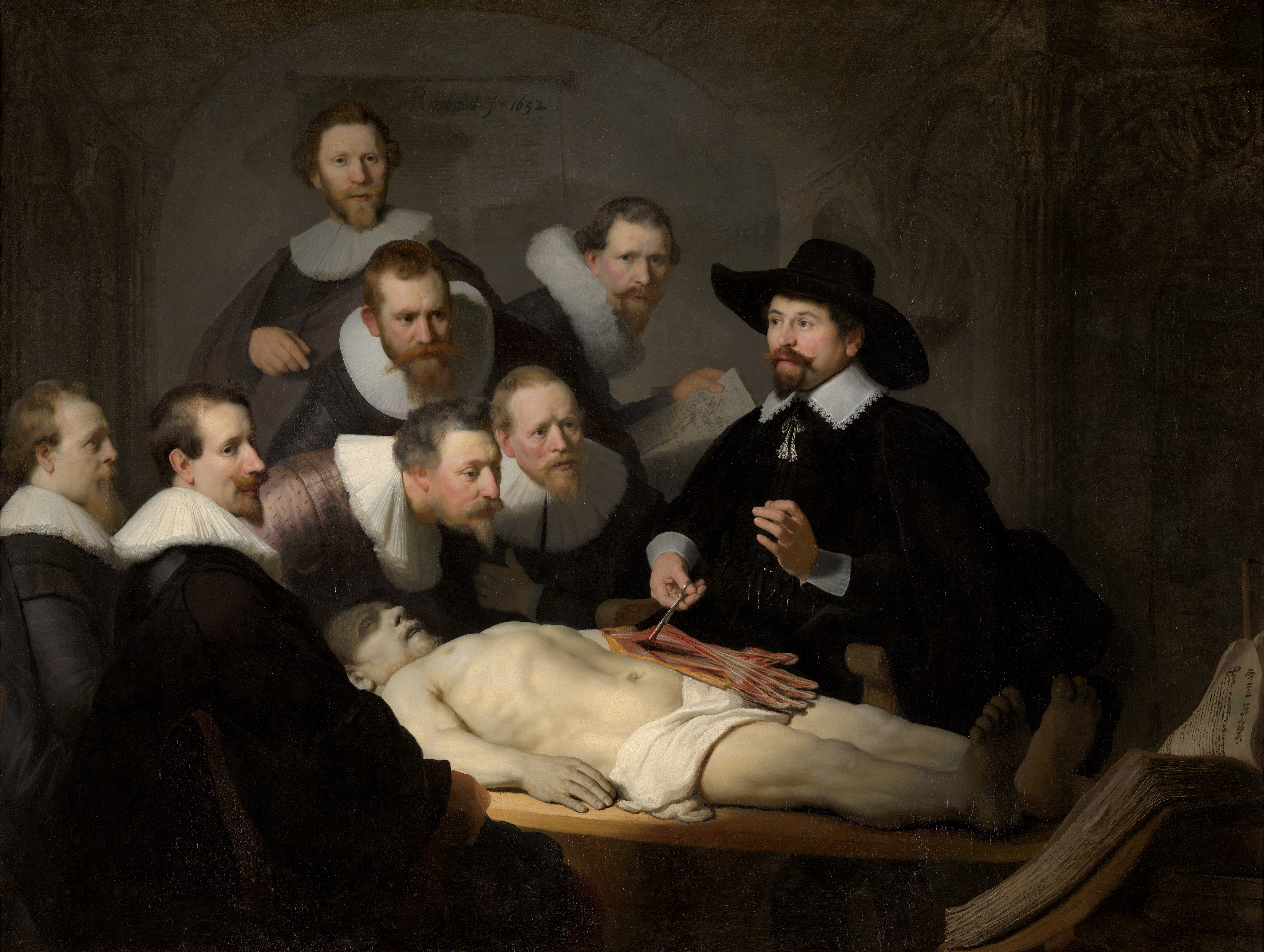
Représentation par Rembrandt du début d'une démonstration de Nicolaes Tulp commencée par l'anatomie de l'avant-bras.

Les théâtres anatomiques fonctionnaient dans des conditions qui heurteraient fortement la sensibilité d'un public du XXIe siècle. Les démonstrations d'anatomie étaient longues, et étaient dès lors segmentées en plusieurs leçons administrées à raison de deux ou trois par journée. La durée totale de trois jours est souvent avancée par les historiens, notamment par Andrew Cunningham, mais on dispose, avec les écrits de Félix Platter, de témoignages de démonstrations de plusieurs semaines. Durant cet intervalle de temps, si l'on en croit ses notes, on pouvait disséquer plusieurs cadavres humains et de nombreuses charognes d'origine animale. En outre, les leçons duraient jusque tard, car elles reprenaient après le dîner, et des torches devaient donc être prêtes pour la nuit, en plus des sources de lumière qui éventuellement servaient déjà de jour.
Les personnes présentes dans les gradins étaient cependant récompensées de leur patience. En effet, on organisait un somptueux banquet pour les personnalités ou les membres de la guilde des chirurgiens, et il était lui-même suivi d'une parade avec les torches. Par ailleurs, pendant la démonstration elle-même, elles avaient plus d'une fois l'occasion de voir et toucher les organes étudiés à l'invitation du maître. Ainsi, Charles Estienne écrit à propos de ce qui est tiré hors du corps, comme le cœur et la matrice, qu'il faut les faire circuler : « nous entendons que lesdites parties soient portées par les degrés du théâtre et montrées à un chacun pour plus grande évidence ».
Cette circulation des organes dans les travées suivait un déroulement spécifique, qui varia historiquement. Dans un premier temps, les démonstrations menées dans les théâtres étaient conduites de la tête aux pieds et de l'extérieur vers l'intérieur, puis d'autres schémas furent mis en jeu. C'est ainsi qu'Estienne imagina commencer par les parties les plus intérieures, c'est-à-dire les os, pour mieux finir par l'extérieur, soit l'épiderme. Cette méthode fut reprise et modifiée, et on peut dès lors distinguer deux étapes au cours de la démonstration, la dissection et l'anatomie, la première étant un acte portant atteinte à l'intégrité du corps, la seconde pouvant être vue comme sa recomposition.
Dans ce cadre, les théâtres anatomiques étaient souvent, dans l'esprit de leurs utilisateurs, des espaces d'accès à une réflexion en profondeur sur les origines de l'Homme. C'était le cas à Leyde, où Pieter Pauw ne considérait pas son théâtre que comme un édifice pour l'instruction de l'anatomie, mais aussi comme le lieu privilégié où penser aux rapports entre l'éphémère et l'Éternité, ou entre l'être humain et son Créateur. Dans le même ordre d'idées, on peut tenir pour révélateur le message qui flotte au sommet d'une illustration qui représenterait le théâtre anatomique de Thomas Bartholin à Copenhague en 1653 : ce message est une citation d'Aristote citant Héraclite, « les dieux sont ici aussi ». Il montre que l'anatomie était perçue comme le chemin de la connaissance de Dieu, et que le théâtre était censé être son point de départ, un lieu rituel.

### La ritualité et la théâtralité de la leçon

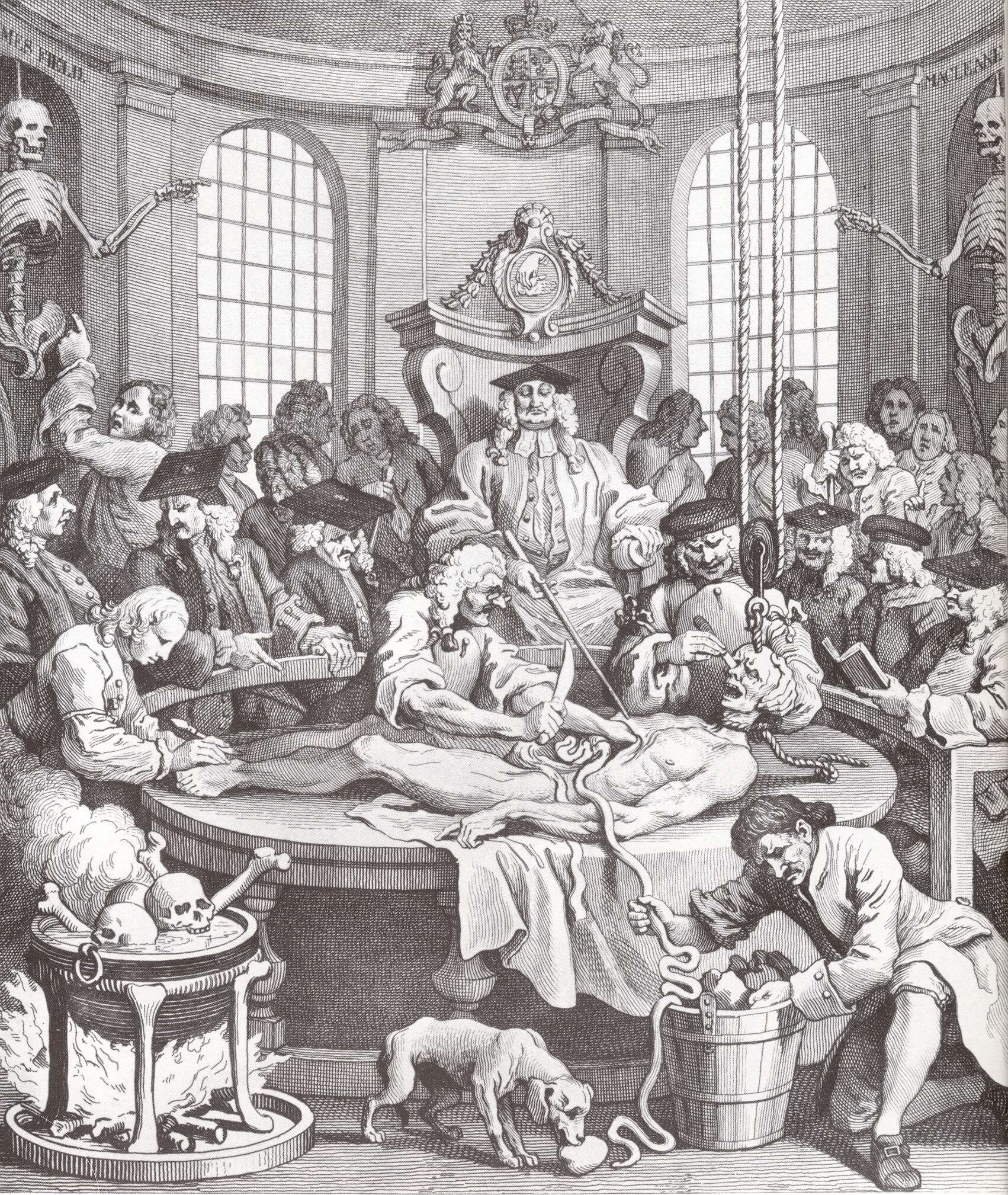
Représentation par William Hogarth d'un professeur pointant un cadavre depuis sa chaire pour le dernier tableau des Quatre Étapes de la cruauté.

Pour Andrew Cunningham, ce qui avait lieu dans les théâtres d'anatomie avait une dimension rituelle. Pour le prouver, il compare la dissection en public à la chasse au renard dans la campagne anglaise, qu'il tient pour très ritualisée, et il remarque que les deux activités étaient explicitement inscrites dans un calendrier particulier. De fait, les théâtres d'anatomie ne fonctionnaient pas toute l'année ; leur utilisation était bornée à quelques semaines bien spécifiques pendant l'hiver,,, un choix qui permettait de ralentir la décomposition des corps en les mettant hors de portée des fortes chaleurs. Pour le reste, et par souci d'approvisionnement, on essayait de faire correspondre la saison des dissections avec celle des procès dans la région considérée.
Cunningham ajoute que l'anatomie publique et la chasse étaient toutes deux des événements publics et sociaux, proposaient toutes deux des séquences d'actions à accomplir et disposaient toutes deux d'officiers et d'instruments pour prendre en charge ces dernières. Elles avaient également un programme implicite, à la fois symbolique, idéologique et économique. Toutes deux étaient des célébrations du sang, de la mort et du plaisir.
Tout cela n'allait pas sans petits drames périphériques. Aussi, le déroulement des dissections publiques telles qu'elles avaient lieu dans les théâtres d'anatomie a conduit William Sebastian Heckscher à comparer ces espaces aux théâtres traditionnels. Il assimile le déroulement de l'ensemble des événements liés aux dissections à une pièce dramatique en trois actes interconnectés comme le requièrent les règles du théâtre classique : l'exécution publique et solennelle du criminel, son anatomie, publique également, et tout aussi solennelle, et enfin le banquet postérieur couronné par la parade nocturne. Pour Rafael Mandressi, si c'est là pousser la comparaison un peu loin, « il n'en reste pas moins que les démonstrations étaient des cérémonies bien réglées, soigneusement préparées et exécutées selon un protocole précis, dans des espaces spécialement aménagés à des fins d'exhibition ». Et il faut prendre au sérieux, à cet égard, le mot d'Alessandro Benedetti qualifiant les anatomies publiques de « materia theatrali, digna spectaculo ».
D'ailleurs, rappelle Mandressi, le théâtre traditionnel lui-même fut d'abord un spectacle délivré dans des lieux temporaires, avant que cela ne change avec la Renaissance, comme pour le théâtre anatomique. En un sens, l'Occident a donc assisté à la même époque au passage des « espaces pour les représentations » à l'espace du théâtre et des « espaces pour les dissections » à l'espace de l'anatomie. Mandressi en conclut que l'on peut donc effectivement considérer les amphithéâtres d'anatomie comme des espaces théâtraux parmi d'autres. Et c'est à ce titre, selon lui, qu'il est nécessaire de s'intéresser au public des leçons d'anatomie : comme dans les théâtres les plus classiques, les personnes présentes sur les bancs des amphithéâtres anatomiques, que l'on peut finalement appeler des spectateurs, jouaient un rôle tout à fait décisif.

## Fréquentation

### La captation du public

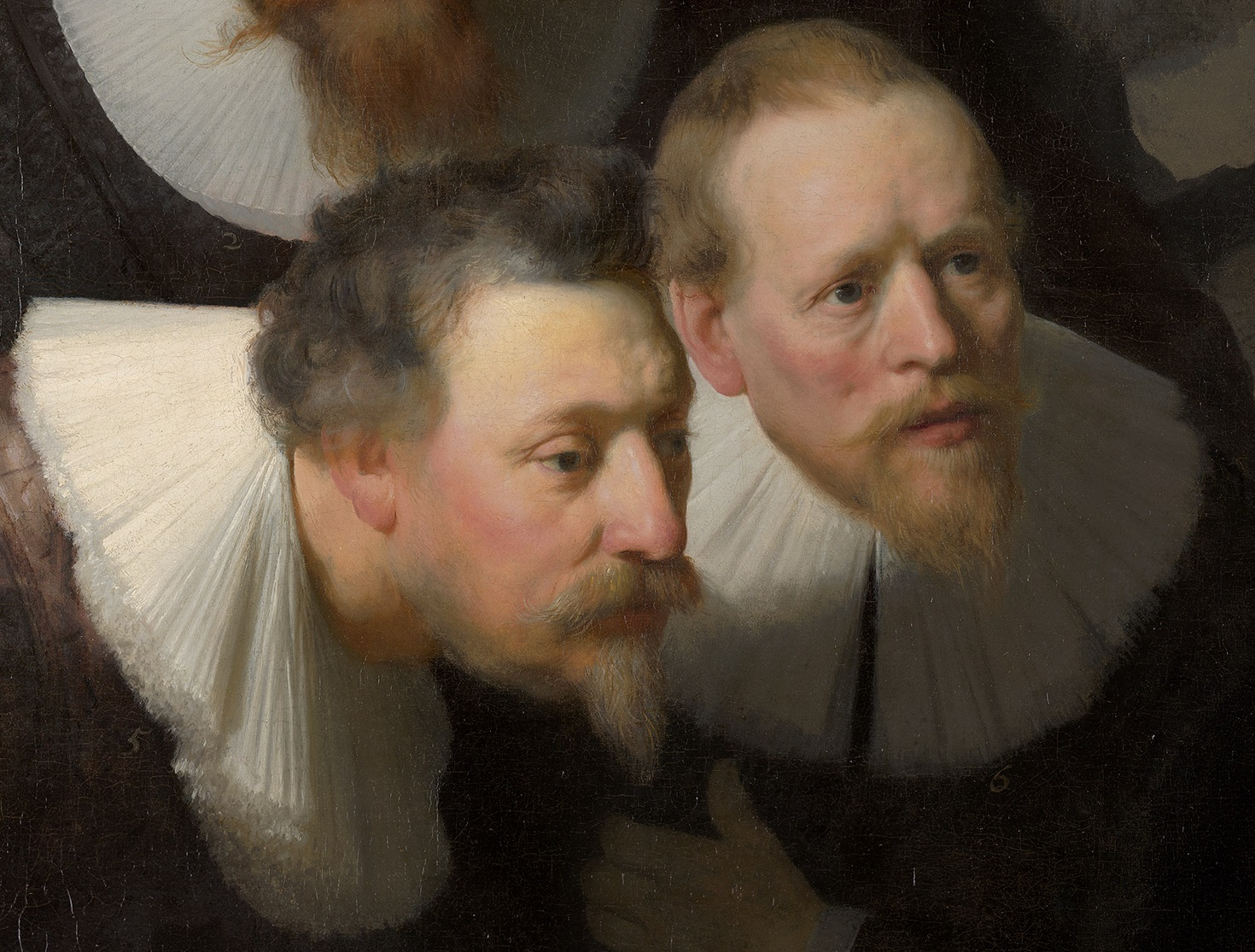
Détail du tableau Leçon d'anatomie du docteur Tulp (Rembrandt) montrant la captivation du public pour le spectacle anatomique.

Selon William Sebastian Heckscher, la parenté entre théâtres traditionnels et amphithéâtres anatomiques s'étendait à d'autres domaines que le déroulement des représentations qui y avaient lieu, ce qui lui fait dire que l'histoire de la scène devrait prendre en compte les seconds. D'après lui, ces derniers étaient expressément conçus pour attirer et accueillir une assistance nombreuse, et leur succès en dépendait largement. C'est ce qui légitime la présence de flûtistes dans le théâtre anatomique de Leyde. C'est également ce qui justifie des bâtiments aussi imposants, qui par ailleurs ne paraissent pas pouvoir s'expliquer par des raisons pratiques, au vu de la courte durée et du caractère saisonnier des activités auxquelles ils étaient destinés, sauf peut-être si l'on considère l'augmentation du nombre des étudiants en médecine à l'époque où les théâtres apparurent.
Quoi qu'il en soit, les spectateurs furent très nombreux à se presser dans les théâtres, et c'est peut-être là la raison de la rareté des textes descriptifs à leur sujet, ces structures étant si bien connues qu'il ne venait probablement pas à l'esprit des auteurs de s'y attarder. Les illustrateurs, en revanche, ne s'économisèrent pas. De nombreux frontispices de traités les représentent dans des scènes où les dissections s'accompagnaient de banquets, de concerts et de représentations théâtrales. Par ailleurs, tout bien considéré, les quelques textes que l'on connaît sont tout à fait parlants quant à la fréquentation des enceintes. Ils indiquent par exemple qu'en décembre 1659, le fils de Guy Patin, doyen de la faculté de médecine de Paris, fit une dissection devant une si grande quantité d'auditeurs, qu'hormis le théâtre lui-même, la cour en était remplie. Ailleurs, dans la Hollande du XVIIe siècle, « en tant que spectacles, les anatomies rivalisaient avec les sermons des grands prédicateurs, avec les arrivées des navires chargés de marchandises en provenance des Indes occidentales ou orientales, avec les entrées des Princes ». Elles étaient, dit William Sebastian Heckscher, des fêtes que les théâtres anatomiques avaient définitivement incorporées parmi les festivités locales,, développant au passage une fonction symbolique, celle de rendre compte de l'importance acquise dans la vie urbaine par la science anatomique. À Bologne, les dissections avaient lieu pendant le carnaval, et l'érection du théâtre anatomique de la ville sanctionna la pratique croissante de telles opérations durant cet événement,.

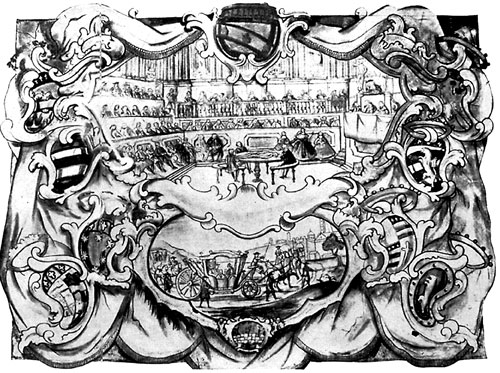
Miniature de 1734 représentant une anatomie publique dans le théâtre anatomique de Bologne pendant le carnaval.

Ce qu'on allait voir dans les théâtres d'anatomie « tranchait avec les événements ordinaires du quotidien », et « les spectateurs balançaient entre le dégoût, le plaisir et les fantasmes les plus crus ». Ainsi, « le désir qui [faisait] converger les masses vers les exécutions capitales les [attirait] aussi aux spectacles anatomiques : désir de cruauté et de peur, d'expériences limites et de sensations excessives, mais aussi curiosité puissante, volonté de savoir de quoi est faite l'intériorité physique. ». On trouve la preuve de cette attraction étrange dans l'œuvre de Molière, où l'invitation à une anatomie publique est assimilée à un acte d'une suprême courtoisie : dans Le Malade imaginaire, à l'acte II scène V, lorsque Thomas Diafoirus se propose d'emmener Angélique assister à la dissection d'une femme, la servante Toinette assure que « le divertissement sera agréable », et « qu'il y en a qui donnent la comédie à leurs maîtresses, mais donner une dissection est quelque chose de plus galant ».
Selon l'historien français Philippe Ariès, Diafoirius était « un prétendant un peu sot », mais il se conformait par là à des usages attestés : « la leçon d'anatomie, si souvent reproduite dans la gravure et la peinture du XVIIe siècle, était, comme les soutenances de thèse et le théâtre des collèges, une grande cérémonie sociale où toute la ville se retrouvait, avec masques, rafraîchissements et divertissements ». Ainsi, l'année de la création du Malade imaginaire, en 1673, Louis XIV ordonna que des démonstrations d'anatomie soient faites gratuitement au Jardin du Roi, dans un amphithéâtre qu'il avait fait construire à cet effet, et précisa que les sujets nécessaires pour conduire ces démonstrations devaient être délivrés à ses professeurs en priorité par rapport à tous les autres. La charge de démonstrateur fut confiée à Pierre Dionis, qui l'occupa pendant huit ans jusqu'en 1680 et rassembla à chaque fois quatre ou cinq cents personnes. Ce n'étaient certainement pas tous des étudiants en médecine.

### La mixité dans la foule

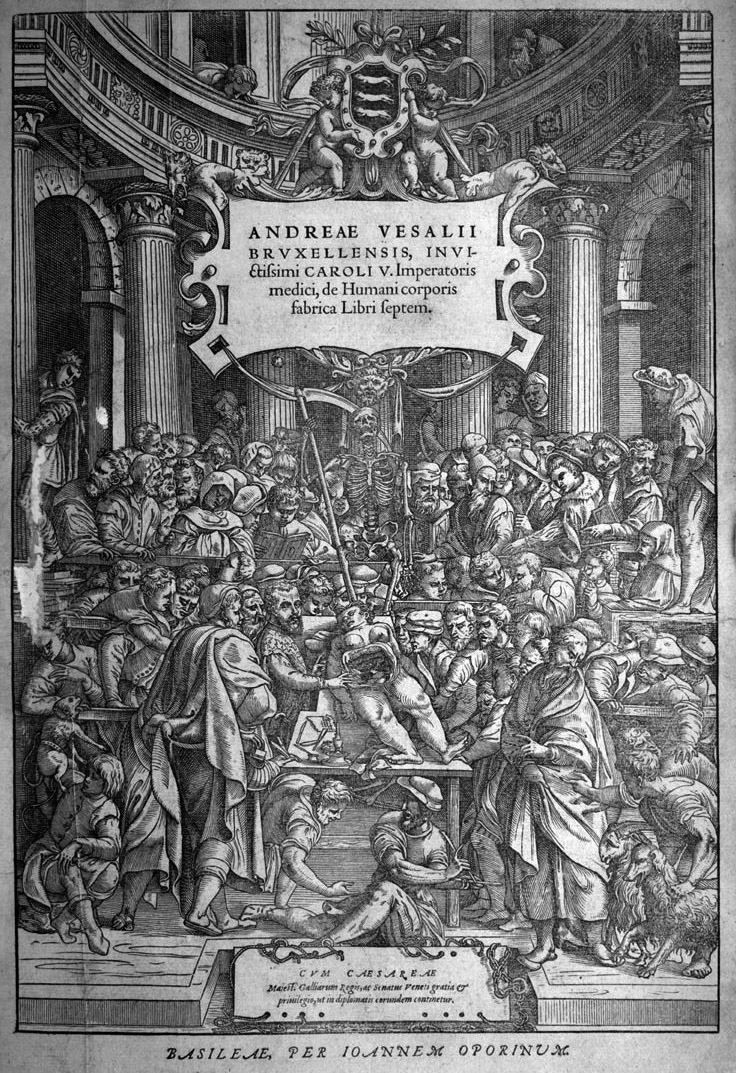
Reproduction de la couverture du traité d'anatomie d'André Vésale intitulé De humani corporis fabrica, où l'on voit une foule composée d'individus aux origines sociales variées au sein d'un théâtre anatomique inspiré de structures réelles.

Le public des théâtres, en plus d'être nombreux, était varié. Félix Platter en témoigne. D'après lui, le 14 novembre 1552, lorsqu'à Montpellier on opéra un garçon avec un abcès dans la poitrine, le docteur Guichard présidant l'anatomie, et un barbier opérant, les étudiants n'étaient pas les seuls présents : « il y avait dans l'assistance beaucoup de personnes de la noblesse et de la bourgeoisie, et jusqu'à des demoiselles, quoiqu'on fit l'autopsie d'un homme. ». Il remarque néanmoins qu'elles devaient parfois se masquer le visage face à l'insoutenable ou l'obscène. Quoi qu'il en soit, leur présence est également attestée par une gravure représentant le théâtre de Madrid où apparaît sur la droite une figure féminine qui se penche depuis un balcon auquel on accède depuis l'extérieur. Platter, de son côté, ajoute qu'y assistaient même des moines.
Loin d'être exceptionnelle, la composition de l'assemblée indiquée par l'étudiant suisse reflète une situation commune. Aristocrates, notables locaux, ecclésiastiques et curieux venaient tous à l'amphithéâtre anatomique. Le public était particulièrement fourni, et donc sans doute hétérogène, lors des démonstrations sur des corps de femmes, et l'étude de leurs parties génitales, appelée « la belle démonstration », est ce qui attisait alors le plus la curiosité des spectateurs, en tout cas d'après Pierre Dionis. C'était là un penchant bien excusable, selon l'anatomiste, car les anatomies de femmes étaient bien moins fréquentes que celles des hommes, mais aussi « parce qu'il n'y a rien de si naturel à l'homme que de savoir où et comment il a été formé ».
Dans les documents, on trouve d'autres traces d'une pensée assimilant de la sorte la dissection publique pratiquée dans les théâtres à une œuvre d'éducation populaire. Ainsi, dans ses écrits, Charles Estienne considère les anatomies comme l'une des choses que l'on propose au peuple, « autrement dit, à une assistance hétérogène, qui n'était pas composée uniquement de médecins et d'étudiants, mais aussi de personnes étrangères au milieu universitaire ». Cela n'allait pas sans désordres, et il fallait donc faire œuvre de prévention contre de possibles débordements. Dans ces textes, Estienne indique que l'amphithéâtre doit être suffisamment grand pour accueillir les spectateurs, mais aussi afin d'empêcher le public de perturber les chirurgiens. Dans le théâtre anatomique de Padoue, on jouait de la musique pendant les temps morts dans le but de calmer l'assistance. Mais ce n'était pas toujours suffisant, et Guillaume Lamy rapporte que s'il n'est pas parvenu à entendre Pierre Cressé au Jardin du roi, c'est parce que « plusieurs canailles du faubourg, attirées par une curiosité de voir disséquer un corps, empêchaient les honnêtes gens d'avoir place ». Ceci prouve, affirme Mandressi, que « si dès le XVIe siècle l'anatomie avait franchi les limites des écoles de médecine pour devenir un objet de consommation sociale, à l'époque de Molière et de Pierre Dionis, elle suscitait en France un engouement sans précédent, dans tous les milieux », même si on estime que les cercles aristocratiques et mondains manifestèrent toujours l'avidité la plus soutenue.
Une preuve supplémentaire de cet état de fait est l'illustration du frontispice du traité d'André Vésale, où l'on voit une foule indisciplinée prise dans un chaos complet. Bien que l'on sache que le désordre y est exagéré, le compte-rendu de l'étudiant allemand Balthasar Heseler plaidant pour un certain calme, il est intéressant de s'y attarder. En attendant d'être elles-mêmes disséquées, les bêtes s'y comportent comme « des membres du public, le singe apparemment désireux de regarder, le chien peut-être dans l'espoir de lambeaux de chair, tous les deux se comportant à leur façon comme des hommes, alors que les hommes autour d'eux, ceux qui se battent sous la table de dissection par exemple, se comportent comme des animaux ». Les théâtres anatomiques étaient ainsi des lieux d'inversion : « tous les corps, vivants et morts, vêtus et nus, humains et animaux, sont des sujets potentiels de la dissection, et tous partagent avec le cadavre le regard dissecteur des observateurs ; les spectateurs eux-mêmes forment un spectacle les uns pour les autres et l'observateur extérieur ». On peut attribuer cette caractéristique à André Vésale, avec qui l'analyse du corps disséqué devint une véritable performance dans les années 1530 et 1540 : après lui, au centre du théâtre anatomique, « celui qui montre est lui-même pris dans l'acte de montrer, et ce qu'il montre est aussi bien le corps que lui-même en train de montrer ».

### L'économie des enceintes

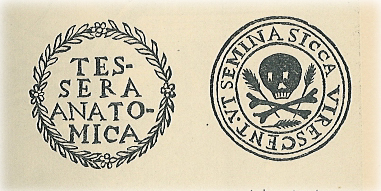
Ticket d'entrée d'un théâtre anatomique danois au XVIIe siècle.

Malgré l'affluence et un certain renversement des valeurs communes, les personnalités d'importance ne furent jamais complètement concurrencées par le peuple en tentant d'accéder aux théâtres anatomiques, car elles se virent très rapidement proposer des emplacements privilégiés. Le premier à décrire un théâtre, Alessandro Benedetti invita dès le départ à assigner les places selon le rang des assistants, pro dignitate. Plus tard, Charles Estienne recommanda de réserver les gradins inférieurs aux professeurs de médecine, de laisser les suivants  aux étudiants en médecine et aux chirurgiens pour finalement abandonner les plus lointains aux autres spectateurs présents. Il proposa donc un ordre hiérarchique, organisé selon la distance par rapport au cadavre. Dans le même temps, il conseilla de faire en sorte que chacun puisse se retirer « quand il lui plaît pour ses affaires et nécessités sans donner fâcherie aux autres ».
On peut supposer que ces considérations en faveur d'un départ aisé en cours de démonstration avaient vocation à augmenter le nombre de places effectivement attribuées pendant une même leçon et à accroître en conséquence les recettes du théâtre anatomique. Car les anatomies étaient payantes, « comme pour un spectacle équestre ou théâtral », annoncées par affiches très longtemps à l’avance. William Sebastian Heckscher estime d'ailleurs que la mise en vente de places pour assister aux démonstrations publiques d'anatomie dans les amphithéâtres précéda vraisemblablement de plusieurs années la mise en œuvre de cette même pratique dans la sphère des arts de la scène traditionnels, que l'on attribue généralement au libraire Giovanni Andrea dell'Anguillara à la fin des années 1540. Au pire, les deux opérations furent contemporaines.
Concrètement, il y avait dans les théâtres d'anatomie, et ce dès l'époque de Benedetti, des questeurs de confiance chargés de collecter l'argent. À Amsterdam, les recettes s'élevaient généralement à deux cents florins environ, mais quand le corps était celui d'une femme, elles augmentaient considérablement : l'ouverture d'un cadavre féminin pouvait rapporter une somme « exceptionnellement élevée », dépassant les trois cents florins, c'est-à-dire 50 % de plus que la moyenne.
Les fonds récoltés servaient notamment à procurer tout ce qui était nécessaire à la dissection et au banquet final, un dîner qui coûta 93 livres et une cuiller en argent lors de l'ouverture à Londres en 1638. Cette recette était tellement convoitée par les établissements de tutelle qu'à Saragosse les responsables firent noter en 1689 dans les statuts de l'université qu'une amende de vingt réals serait émise à l'encontre des professeurs d'anatomie pour chaque dissection non réalisée, sur un total de dix-huit à effectuer dans l'année. Le délateur recevait un tiers de cette amende, le reste étant acquis à l'université elle-même, qui la versait dans ses coffres.

## Déclin, reconversion et bilan scientifique

### Le déclin des théâtres

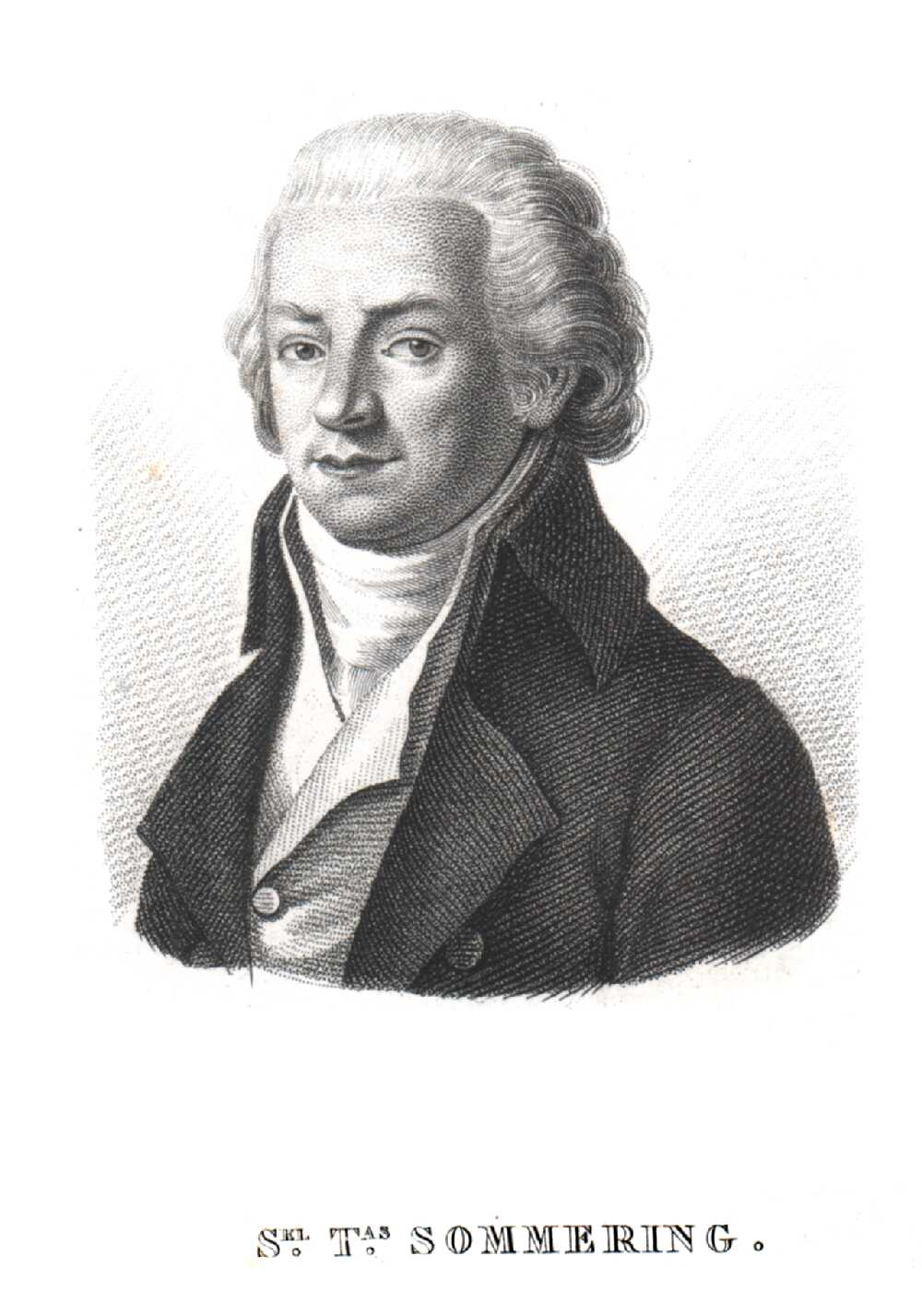
Portrait de Samuel Thomas von Sömmering, un anatomiste qui encouragea le développement des instituts d'anatomie, qui supplantèrent en partie les théâtres.

En se transformant en produits de consommation, les théâtres anatomiques prirent le risque d'affronter une crise de fonctionnement aussitôt que cesserait l'attrait du public pour le spectacle proposé. C'est ce qui se produisit à compter du troisième quart du XVIIIe et tout au long du XIXe siècle. Précisément, et si l'on suit Andrew Cunningham, le déclin des démonstrations effectuées dans les théâtres anatomiques eut lieu durant le demi-siècle autour de 1800, et il fut très rapide, car les années qui précédèrent, entre 1720 et 1775, furent peut-être les plus grandes pour l'anatomie. De fait, rappelle le chercheur, cette période fut appelée par Albrecht von Haller, un grand anatomiste, « la perfection de l'anatomie ». C'est le moment où opérèrent Jean-Louis Petit, Georges-Louis Leclerc de Buffon, Lazzaro Spallanzani, Antoine Portal et autres Alexander Monro. En outre, on construisait encore des théâtres au milieu du XVIIIe siècle : à Londres, par exemple, William Cheselden parvint à en faire ériger un au début des années 1750. Mais vers 1790, le peuple et les anatomistes eux-mêmes avaient oublié à quoi pouvait bien servir la démonstration d'anatomie. Dans la capitale anglaise, désormais, on développait une méthode nouvelle, que l'on disait d'origine parisienne, et qui consistait à laisser l'étudiant disséquer par lui-même.

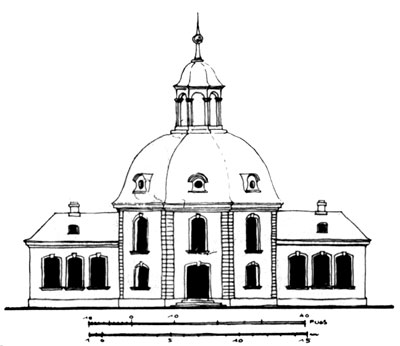
Vue de l'institut d'anatomie Senckenberg.

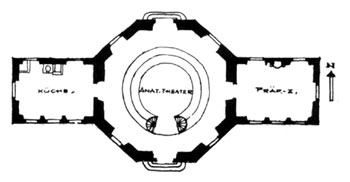
Plan de l'institut d'anatomie Senckenberg montrant la présence d'un théâtre anatomique au cœur de cet édifice.

De nombreuses explications ont été avancées pour expliquer ce basculement, ce qui fait par ailleurs varier sa datation. On évoque par exemple la miniaturisation des observations et des découvertes des anatomistes, qui devinrent peu à peu moins aisées à exposer au grand public. Rafael Mandressi considère quant à lui un long phénomène culturel qui vit la disparition de ce qu'il appelle la « civilisation de l'anatomie », et qui s'opéra à compter du XIXe siècle seulement pour se prolonger tout au long de celui-ci jusqu'à la Première Guerre mondiale. Ce phénomène se mesure à l'aune de la distanciation prise dans le langage courant avec la métaphore anatomique, qui était jusqu'alors très couramment employée, mais surtout du déplacement de la curiosité du public vers les champs de foire à la faveur de l'engouement pour le pathologique et le monstrueux, qui se développa alors. L'apparition d'infrastructures concurrentes est également envisagée par Gerst-Horst Schumacher, qui indique la mise en chantier à compter des années 1770 de nouveaux établissements à l'architecture remaniée, et auxquels on accorda un nom différent, les « instituts d'anatomie ». D'après lui, ces établissements s'affirmèrent autour de deux modèles, celui de l'institut Senckenberg de Francfort-sur-le-Main et celui encouragé par l'anatomiste Samuel Thomas von Sömmering, qui fut repris par les instituts d'anatomie de Munich en 1826, Göttingen en 1828-1829, ou encore Greifswald en 1854-1855. Cependant, il convient de relativiser cette mutation, car lesdits instituts, comme leurs plans le montrent, contenaient toujours un espace appelé « théâtre anatomique », et Schumacher englobe d'ailleurs ces nouveaux édifices sous le vocable de « theatrum anatomicum ».
De son côté, Cunningham explique la disparition des théâtres par celle du rituel sacré que l'on organisait à l'intérieur, elle-même suscitée par la sécularisation qui accompagna les Lumières et la Révolution française. Il parle également du recul plus global de la philosophie naturelle, de laquelle relevait la pratique de l'anatomie, mais aussi du développement dans le champ scientifique de l'expertise, et par conséquent du laboratoire, puis enfin de la disparition des exécutions publiques. À ce sujet, on peut considérer avec Michel Foucault que s'opèra à l'époque considérée un bouleversement du rapport au corps humain, qu'il ne s'agissait plus seulement d'ouvrir et de comprendre, mais aussi de redresser par des principes disciplinaires. Celui-ci motiva la mise au point de dispositifs où le regard normatif, plutôt que d'être installé à la périphérie, comme c'était le cas dans les théâtres anatomiques, était au contraire placé au centre, selon une configuration spatiale reprise sur le Panoptique de Jeremy Bentham : il s'agissait de permettre le contrôle par un seul individu d'une foule dont devait cesser les petits trafics.
Dans ce contexte, les petits drames qui se produisaient dans les gradins du fait de l'animalité des comportements et de la mixité sociale apparurent suspects, et l'accès aux cadavres fut bientôt réservé aux futurs médecins et à eux seuls. On déconseilla par ailleurs de rendre les théâtres anatomiques visibles et attirants. Ainsi, on peut lire dans le Dictionnaire encyclopédique des sciences médicales au XIXe siècle que ces édifices « devraient être rejetés, comme les abattoirs et les clos d'équarrissage, à une certaine distance des localités habitées » et qu'à défaut de les éloigner des villes, où ils avaient jusqu'ici une position plus centrale, il faut les « entourer de murs très élevés » tout en faisant en sorte qu'ils soient « munis de treillages à mailles serrées ou de volets en tabatière, comme on le fait pour les prisons de manière à dérober à la vue des voisins le spectacle répugnant des travaux qui s'y accomplissent ».

### La conservation et la reconversion en musées

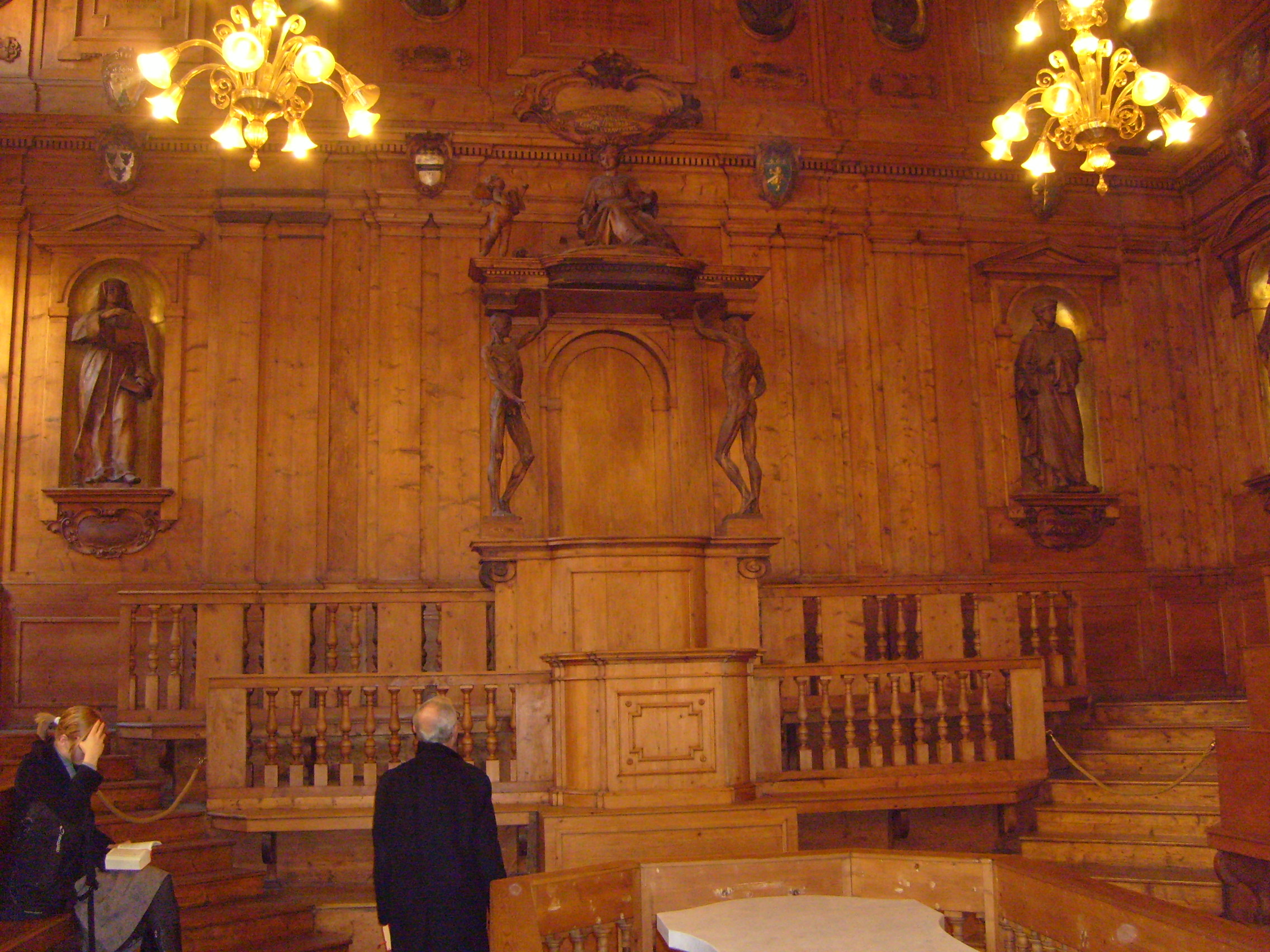
Visiteurs dans le théâtre anatomique de Bologne, en 2007.

Désireuses de continuer à attirer le public plutôt que de s'exiler loin de tout, un certain nombre de structures se transformèrent en musées, ou au moins en lieux de visite pour les voyageurs. C'est le cas, par exemple, du théâtre anatomique de Padoue, reconverti en 1872, mais aussi de celui de Tartu, construit dans cette ville d'Estonie à l'époque précise où l'anatomie commençait à être boutée hors du monde social, de 1803 à 1805. C'est également le cas du théâtre anatomique de Bologne, qui se trouve à son avantage à l'intérieur du palais de l'Archiginnasio, un édifice de style gothique datant du XVIe siècle. Construit en 1649, il fut dégradé le 29 janvier 1944 par un bombardement durant la Seconde Guerre mondiale,, puis fut restauré après-guerre, et de nouveau en 2006. Cette dernière opération, que l'on peut citer comme exemplaire, a duré six mois et coûté 68 000 euros, une somme réunie grâce à une loterie.
Il est établi que, dès l'origine, de nombreux théâtres supposément permanents furent ainsi restaurés ou carrément reconstruits in situ à partir de structures plus anciennes, mais aussi que plusieurs ensembles furent totalement démolis pour être érigés ailleurs, comme ce fut le cas à Salamanque du premier théâtre permanent connu en 1801. Cela n'empêcha pas, néanmoins, de nombreuses disparitions complètes du fait d'un désintérêt soudain, ou faute d'utilisation : à Prague, par exemple, le théâtre s'effondra dès 1731 après avoir été presque complètement déserté durant les années précédentes, et si l'on en croit un ouvrage non spécialisé, il ne resterait plus aujourd'hui que trois théâtres anatomiques du XVIIe siècle encore debout en comptant celui du Gustavianum, qui est toujours utilisé pour des conférences, mais dont l'essentiel de la surface accueille désormais les visiteurs : on y présente les antiquités que possède l'établissement ainsi que cinq expositions permanentes sur l'histoire des sciences et l'histoire de l'université d'Uppsala elle-même. Ce nombre très faible ne laisse que peu de marge au-delà du théâtre anatomique de Bologne déjà cité.
Pour ce qui concerne les autres siècles, on peut mentionner, parmi les structures qui existent toujours, le théâtre anatomique de l'École vétérinaire, érigé à Berlin en 1789-1790. Quant au bien plus ancien théâtre anatomique de Leyde, qui fut déboulonné en 1821, il a récemment été reconstitué dans le musée Boerhaave, dont il constitue l'un des chefs-d'œuvre. Il renoue ainsi avec son fonctionnement ancien, celui qui prévalait à chaque fois que la saison des dissections était finie, c'est-à-dire celui d'une véritable institution muséale,. Ses collections étaient surtout composées de squelettes, de sorte que ce théâtre anatomique peut être décrit comme une attraction touristique avant l'heure, et c'est en tant que tel qu'il fut effectivement représenté par de nombreux dessins, décrit dans les livres et célébré par les récits de voyage.
D'une façon générale, de fait, les théâtres anatomiques étaient souvent des cabinets de curiosités à leur corps défendant, et cette fonction prit effectivement de l'importance avec le temps, en particulier à la suite du développement des techniques de céroplastie, qui fournirent aux établissements de nombreux artefacts remarquables, en sus de ceux qui étaient directement réalisés à partir de restes humains. Mais certains historiens comme Andrew Cunningham y voient une cause supplémentaire de leur déclin, plutôt qu'un ingrédient de leur sauvegarde : d'après eux, la constitution de collections entières de ces objets très ressemblants rendit peu à peu moins nécessaires les dissections humaines dans les théâtres anatomiques, où par ailleurs l'activité ralentissait déjà du fait de l'amélioration des techniques de conservation des cadavres.

### Le bilan scientifique et culturel

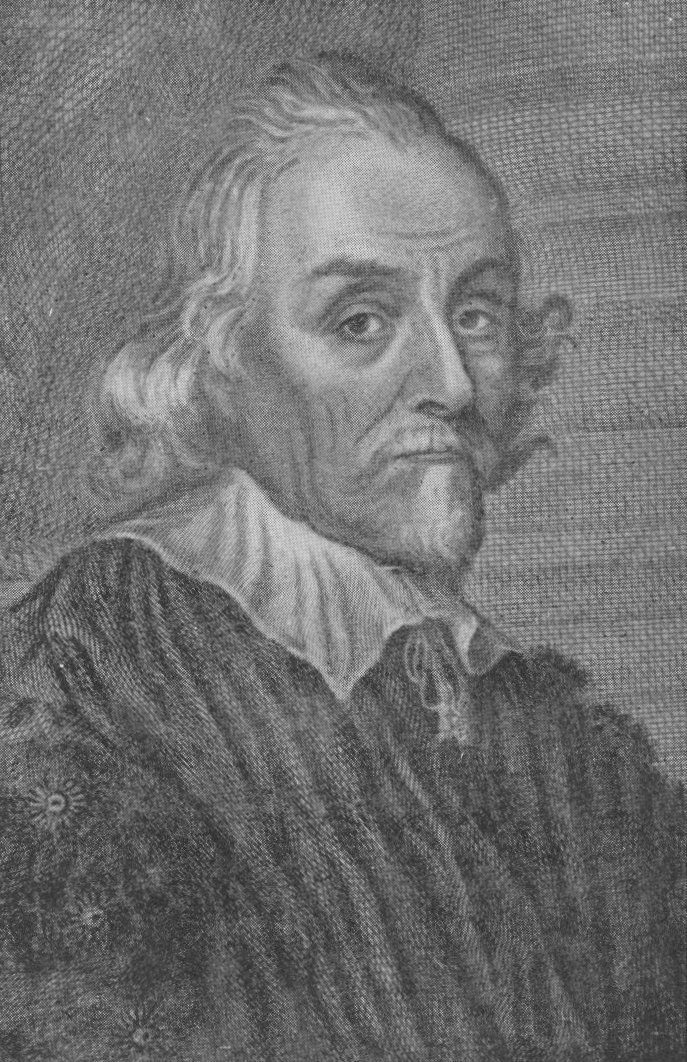
Portrait de William Harvey, qui étudia au théâtre anatomique de Padoue avant sa découverte décisive concernant la circulation du sang.

La sauvegarde et la restauration des quelques théâtres anatomiques restants s'inscrit dans un contexte historiographique qui, d'après Àlvar Martínez-Vidal et José Pardo-Tomás, chercheurs à Barcelone, a fait subir un profond changement à la connaissance et à l'interprétation de l'histoire de l'anatomie à compter de la Renaissance, un changement qui résulte de nouvelles directions prises au sein de l'histoire de la médecine à la fin des années 1970. De fait, entre la deuxième moitié des années 1990 et le début des années 2000, de nombreux travaux d'importance ont été publiés. Mais cela n'empêche pas, selon eux, un certain nombre de points aveugles, parmi lesquels la trop rare prise en compte des théâtres anatomiques de la péninsule Ibérique dans la chronologie habituelle.
Un autre de ces points aveugles est le bilan scientifique et culturel de l'activité des enceintes, que l'on a surtout interrogées, durant les dernières années, à travers les pratiques qui s'y déroulaient et la symbolique qui leur était liée. S'il est presque systématiquement célébré par les historiens, le rôle des théâtres en tant que lieux de la transmission des savoirs n'est pas étudié à l'aune de leurs résultats effectifs. On sait seulement que la dissection anatomique en public devint grâce à eux à compter des années 1490 un forum dans lequel les découvertes de la recherche conduite dans des espaces privés étaient exposées, et qu'André Vésale, souvent cité pour son caractère pionnier, y fut en fait précédé dans sa quête de vérité hors des textes anciens par Alessandro Benedetti, Jacopo Berengario da Carpi ou Gabriel de Zerbis.
On sait également que c'est en assistant à une leçon à Padoue que William Harvey se familiarisa avec une pensée qui lui permit de découvrir la circulation du sang. Plus généralement, il apparaît que les théâtres d'anatomie de la Renaissance furent les espaces privilégiés d'où émergea une certaine perception du corps humain qui rendit pensable sa transformation en objet d'étude, et d'où disparut à jamais la résistance épistémologique à sa compréhension effective.
D'après Luke Wilson, l'apparition de ces édifices constitua par ailleurs une tentative de contextualiser physiquement l'anatomie en vue de la faire voir comme une performance normale, institutionnalisée, notamment pour l'armer contre les critiques et les pratiques concurrentes, qu'elle tentait parfois d'incorporer. À ce titre, les historiens ont établi que les théâtres anatomiques servaient parfois d'agora pour le règlement des oppositions entre les coteries et autres corporations au sein du monde médicosocial. À Londres, par exemple, l'installation d'Harvey était l'un des principaux espaces où se jouait le conflit entre chirurgiens et médecins, et il offrait un avantage potentiellement décisif aux seconds, car ils étaient les seuls à comprendre parfaitement le latin dans lequel on pense que le maître administrait sa leçon. En tout cas, le théâtre anatomique de la ville sectionnait et recomposait le corps médical en même temps que les anatomistes y tranchaient puis reconstituaient le corps biologique.